# Charlie Chaplin
Vous lisez un « bon article » labellisé en 2020.
« Sir Charles Spencer Chaplin » et « Chaplin » redirigent ici. Pour les autres significations, voir Spencer, Charles Chaplin (homonymie), Charlie Chaplin (homonymie), Chaplin (homonymie) et Famille Chaplin.
Charlie Chaplin [ˈt͡ʃɑːli ˈt͡ʃæplɪn], est un acteur, réalisateur, scénariste, producteur et compositeur britannique, né le 16 avril 1889, probablement à Londres (Royaume-Uni), et mort le 25 décembre 1977 à Corsier-sur-Vevey (Suisse).
Devenu une idole du cinéma muet à partir du milieu des années 1910, et plus particulièrement du burlesque, grâce à son personnage de Charlot (désigné simplement comme « the tramp » — le vagabond — dans les versions originales), il acquiert ensuite une notoriété et une reconnaissance plus larges pour ses prestations d'acteur comme pour ses réalisations de films. Durant une carrière longue de 65 ans, il joue dans plus de 80 films. Sa vie publique et privée, ainsi que ses prises de position, font par ailleurs l'objet d'adulations comme de controverses.
Chaplin grandit dans la misère entre un père absent et une mère en grande difficulté financière, tous deux artistes de music-hall, qui se séparent deux ans après sa naissance. Plus tard, sa mère est internée à l'hôpital psychiatrique alors que son fils a 14 ans. À l'âge de 5 ans, il fait sa première apparition sur scène. Il commence très tôt à se produire dans des music-halls et devient rapidement acteur. À 19 ans, il est remarqué par l'imprésario Fred Karno et réalise une tournée aux États-Unis. Il interprète son premier rôle au cinéma en 1914 dans le film Pour gagner sa vie et travaille avec les sociétés de production Essanay, Mutual et First National. En 1918, il est l'une des personnalités les plus connues au monde.
En 1919, Chaplin cofonde la société United Artists et obtient ainsi le contrôle total sur ses œuvres. Parmi ses premiers longs métrages figurent Charlot soldat (1918), Le Kid (1921), L'Opinion publique (1923), La Ruée vers l'or (1925) et Le Cirque (1928). Il refuse de passer au cinéma sonore et continue de produire des films muets dans les années 1930, comme Les Lumières de la ville (1931) et Les Temps modernes (1936). Ses œuvres deviennent ensuite plus politiques, avec notamment Le Dictateur (1940), dans lequel il se moque de Hitler et de Mussolini. Sa popularité décline dans les années 1940 en raison de controverses au sujet de ses liaisons avec des femmes bien plus jeunes que lui et d'un procès en reconnaissance de paternité. Chaplin est également accusé de sympathies communistes, et les enquêtes du FBI et du Congrès lui font perdre son visa américain. Il choisit de s'établir en Suisse en 1952. Il abandonne son personnage de Charlot dans ses derniers films, dont Monsieur Verdoux (1947), Les Feux de la rampe (1952), Un roi à New York (1957) et La Comtesse de Hong-Kong (1967).
Chaplin écrit, réalise et produit la plupart de ses films, en plus d'y jouer et d'en composer la musique. Il est perfectionniste et son indépendance financière lui permet de consacrer plusieurs années au développement de chacune de ses œuvres. Bien qu'étant des comédies de type slapstick, ses films intègrent des éléments de pathos et sont marqués par des thèmes sociaux et politiques ainsi que par des éléments autobiographiques. L'Academy of Motion Picture Arts and Sciences lui remet en 1972 un Oscar d'honneur pour sa contribution inestimable à l'industrie cinématographique, et plusieurs de ses longs métrages sont aujourd'hui considérés comme faisant partie des plus grands films de l'histoire du cinéma.

## Biographie

### Jeunesse (1889-1913)

#### Enfance

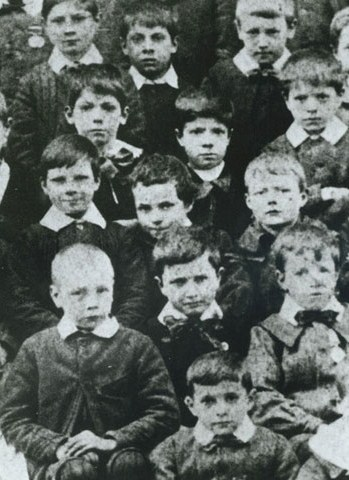
Charlie Chaplin à 7 ans au foyer pour enfants pauvres (troisième rangée, au centre).

Charles Spencer Chaplin, naît le 16 avril 1889 ; il est le deuxième enfant d'Hannah Chaplin née Hill (1865-1928) et de Charles Chaplin, Sr. (1863-1901). Selon David Robinson, le biographe officiel de Charlie Chaplin, sa branche paternelle serait d'origine huguenote : « La famille Chaplin a vécu pendant des générations dans le Suffolk. Le nom suggère qu'ils descendaient des huguenots, qui s'étaient installés en grand nombre en East Anglia depuis la fin du XVIIe siècle »,. Son acte de naissance n'a pas été retrouvé dans les registres de l'état civil, mais Chaplin considérait qu'il était né dans une maison d'East Street dans le quartier de Walworth, dans le sud de Londres,. En 2011, une lettre de 1970 adressée à Chaplin est redécouverte ; elle avance qu'il est né dans une famille gitane à Smethwick dans le Staffordshire et le fils de Chaplin, Michael, a suggéré que l'information est suffisamment importante pour que son père conserve la missive. Concernant sa date de naissance, Chaplin estimait qu'il était né le 16 avril, mais une annonce dans l'édition du 11 avril 1889 du journal The Magnet indique le 15. Quatre ans plus tôt, ses parents se marient et Charles Sr. reconnaît Sydney John, un fils issu d'une précédente relation d'Hannah avec un homme inconnu. Au moment de sa naissance, les parents de Chaplin sont tous deux des artistes de music-hall. Sa mère, fille d'un cordonnier, mène une carrière sans grand succès sous le nom de scène de Lily Harley, tandis que son père, fils d'un boucher, est un chanteur populaire. Ils se séparent vers 1891 et, l'année suivante, Hannah donne naissance à son troisième fils, Wheeler Dryden, issu d'une relation avec le chanteur de music-hall Leo Dryden ; l'enfant est emmené par son père à l'âge de six mois et reste éloigné de Chaplin pendant trente ans.
L'enfance de Chaplin est marquée par la misère et les privations, ce qui conduit son biographe officiel David Robinson à décrire son parcours comme « le plus spectaculaire de tous les récits jamais racontés sur l'ascension des haillons aux richesses ». Il passe ses premières années avec sa mère et son frère Sydney dans le borough londonien de Kennington ; hormis quelques travaux de couture ou de nourrice, Hannah n'a aucun revenu et Charles Sr. n'apporte aucun soutien à ses enfants. Alors que la situation financière du foyer se détériore, Chaplin est envoyé dans une workhouse à l'âge de sept ans. Il indique par la suite qu'il y connaît une « triste existence » et est brièvement rendu à sa mère 18 mois plus tard ; Hannah est rapidement contrainte de se séparer à nouveau de ses enfants, qui sont envoyés dans une autre institution pour enfants indigents.
En septembre 1898, la mère de Chaplin est admise à l'asile psychiatrique de Cane Hill après avoir développé une psychose apparemment provoquée par la malnutrition et la syphilis. Durant les deux mois de son hospitalisation, Chaplin et son frère sont envoyés vivre avec leur père qu'ils connaissent à peine. Charles Sr. sombre alors dans l'alcoolisme et sa conduite entraîne la visite d'une organisation de protection de l'enfance. Il meurt d'une cirrhose deux ans plus tard, à l'âge de 38 ans.
L'état de santé d'Hannah s'améliore, mais elle fait une rechute en mai 1903. Chaplin, alors âgé de 14 ans, l'emmène au dispensaire, d'où elle est renvoyée à Cane Hill. Il vit seul pendant plusieurs jours et dort dans la rue en attendant le retour de son frère qui s'est engagé dans la Marine deux ans plus tôt,,. Hannah quitte l'asile au bout de huit mois, mais elle rechute de manière permanente en mars 1905. Chaplin écrit plus tard : « Nous ne pouvions rien faire d'autre que d'accepter le sort de notre pauvre mère. » En 1921, Charlie et son frère Sydney obtiennent la permission de la prendre avec eux à Hollywood. Charlie lui achète une maison en bord de mer, et Hannah y vit ses sept dernières années, soignée à domicile. C'est là qu'elle peut revoir son troisième fils, Wheeler Dryden, dont elle est séparée depuis trente ans. Elle meurt le 28 août 1928.

#### Premières prestations

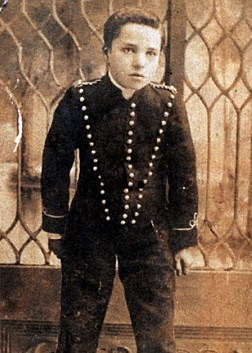
Chaplin adolescent lors d'une représentation de Sherlock Holmes.

Chaplin commence très tôt à se produire sur scène. Il y fait sa première apparition à cinq ans en remplaçant Hannah lors d'un spectacle à Aldershot. C'est une exception, mais sa mère l'encourage dans cette voie, et « elle [l]'imprègne du sentiment [qu'il] a une sorte de talent ». Grâce aux relations de son père, il devient membre de la troupe de danseurs Eight Lancashire Lads et se produit dans des music-halls britanniques en 1899 et 1900. Chaplin travaille dur et la troupe est populaire, mais il ne se satisfait pas de la danse et veut se tourner vers la comédie.
Lorsque Chaplin est en tournée avec les Eight Lancashire Lads, sa mère s'assure qu'il continue à aller à l'école, mais il abandonne vers treize ans. Passé une période de petits boulots, à quatorze ans et peu après la rechute de sa mère, il s'inscrit dans une agence artistique du West End de Londres. Le responsable de cette agence discerne un potentiel chez Chaplin et lui offre rapidement son premier rôle en tant que vendeur de journaux dans la pièce Jim, a Romance of Cockayne de Harry A. Saintsbury. La première a lieu en juillet 1903, mais le spectacle ne rencontre pas de succès et les représentations s'arrêtent au bout de deux semaines ; la performance comique de Chaplin est néanmoins remarquée par les critiques,,. Saintsbury lui obtient ensuite le rôle du groom Billy dans la pièce Sherlock Holmes de Charles Frohman. Son jeu est si bien reçu qu'il est appelé à Londres pour se produire aux côtés de William Gillette, qui a coécrit la pièce avec Arthur Conan Doyle. Il fait sa dernière tournée de Sherlock Holmes au début de l'année 1906 après y avoir joué pendant plus de deux ans et demi.

#### Acteur comique

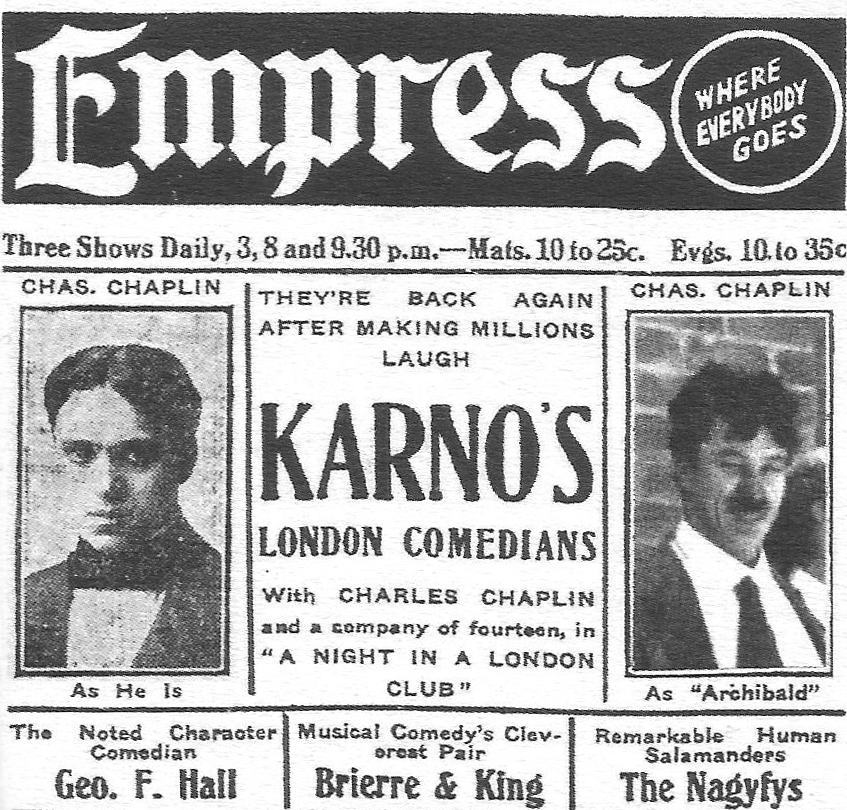
Publicité pour la tournée américaine de la troupe de Fred Karno avec Chaplin en 1913.

Chaplin rejoint rapidement une autre compagnie et joue dans une comédie à sketchs, Repairs, avec son frère Sydney qui s'est également lancé dans une carrière artistique. En mai 1906, il participe au spectacle pour enfants Casey's Circus et développe son jeu burlesque qui lui permet de devenir rapidement la star de la pièce. À la fin de la tournée en juillet 1907, le jeune homme de 18 ans est devenu un comédien accompli,. Il a néanmoins des difficultés à trouver du travail et une brève incursion dans le stand-up ne rencontre pas le succès escompté,.
Dans le même temps, Sydney Chaplin a rejoint en 1906 la prestigieuse troupe comique de Fred Karno, dont il est devenu l'un des acteurs principaux en 1908,,. En février, il parvient à obtenir une période d'essai de deux semaines pour son frère cadet. Karno n'est initialement pas convaincu et considère Chaplin comme un « enfant à l'air renfrogné pâle et chétif » qui « semble bien trop timide pour faire quoi que ce soit de bien au théâtre ». Il est cependant impressionné par sa première prestation au London Theatre et l'engage immédiatement. Après des rôles secondaires, Chaplin accède aux rôles principaux en 1909 et il est l'acteur principal de la nouvelle comédie Jimmy the Fearless en avril 1910. C'est un grand succès qui attire l'attention de la presse sur le jeune artiste,.
Karno le choisit pour participer avec une partie de sa troupe à une tournée en Amérique du Nord. Chaplin mène les spectacles de music-hall et impressionne les critiques qui le décrivent comme « l'un des meilleurs artistes de pantomime jamais vus ». La tournée dure 21 mois et la troupe retourne en Grande-Bretagne en juin 1912. Chaplin a alors le sentiment troublant de « revenir aux platitudes déprimantes » et il est ravi quand une nouvelle tournée commence en octobre,.

### Débuts dans le cinéma (1914-1917)

#### Keystone

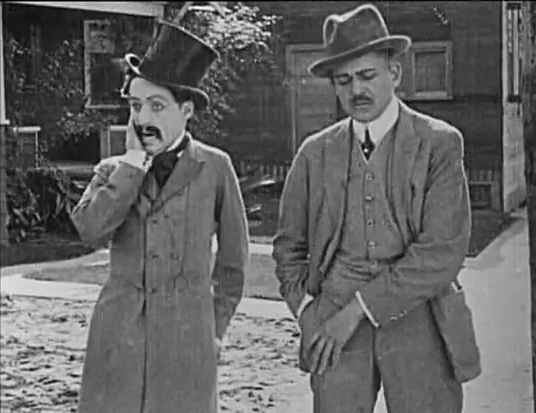
Pour gagner sa vie (1914) : premier rôle de Chaplin (à gauche) au cinéma.

Alors qu'il en est au sixième mois de sa tournée américaine, Chaplin est invité à rejoindre la New York Motion Picture Company ; un des responsables de la société a assisté à l'un de ses spectacles et pense qu'il peut remplacer Fred Mace, la star du studio Keystone, qui veut prendre sa retraite. Chaplin considère les comédies de Keystone comme un « mélange grossier », mais apprécie la perspective d'une nouvelle carrière ; il signe en septembre 1913 un contrat d'un an avec un salaire hebdomadaire de 150 dollars (environ 3 880 dollars de 2025),.
Chaplin arrive dans les studios de Los Angeles au début du mois de décembre 1913 et rencontre son responsable Mack Sennett, qui pense que le jeune homme de 24 ans paraît trop jeune. Il ne joue pas avant la fin du mois de février 1914 et profite de cette période pour se familiariser avec la réalisation cinématographique. Il fait ses débuts dans le court-métrage Pour gagner sa vie, sorti le 2 février 1914, mais déteste le film. Dans celui-ci, il se présente comme une sorte de dandy en redingote étriquée, chapeau haut-de-forme et grandes moustaches tombantes. Pour son second rôle, Chaplin choisit le costume de Charlot (en anglais, The Tramp ou vagabond) avec lequel il se fait connaître ; dans son autobiographie, il décrit le processus :

« Je voulais que tout soit une contradiction : le pantalon ample, la veste étriquée, le chapeau étroit et les chaussures larges… J'ai ajouté une petite moustache qui, selon moi, me vieillirait sans affecter mon expression. Je n'avais aucune idée du personnage mais dès que j'étais habillé, les vêtements et le maquillage me faisaient sentir qui il était. J'ai commencé à le connaître et quand je suis entré sur le plateau, il était entièrement né,. »

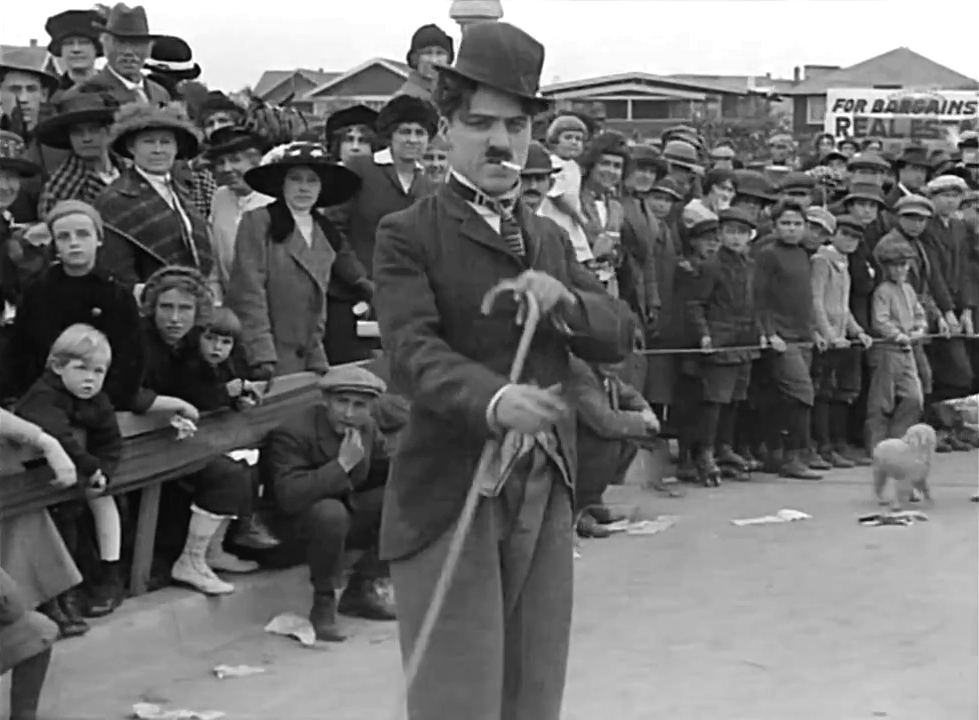
Les débuts de Charlot dans Charlot est content de lui (1914).

Ce film est L'Étrange Aventure de Mabel, mais le personnage de « Charlot » apparaît pour la première fois dans Charlot est content de lui, tourné peu après mais sorti deux jours auparavant, le 7 février 1914. Chaplin adopte rapidement ce personnage et fait des suggestions pour les films dans lesquels il apparaît, suggestions qui sont rejetées par les réalisateurs. Durant le tournage de son 11e film, Mabel au volant, il affronte la réalisatrice Mabel Normand et l'incident entraîne presque la résiliation de son contrat. Sennett le conserve néanmoins après avoir reçu des commandes pour de nouveaux films avec Chaplin. Il l'autorise également à réaliser son prochain film après que Chaplin a promis de payer 1 500 dollars (environ 38 287 dollars de 2025) s'il ne rencontre pas de succès.
Un béguin de Charlot, sorti le 4 mai 1914, marque les débuts de réalisateur de Chaplin et connaît un grand succès. Par la suite, il réalise quasiment tous les courts-métrages de Keystone dans lesquels il joue ; Chaplin rapporte par la suite que cette période, où il réalise environ un film par semaine, est la plus excitante de sa carrière. Il introduit une forme de comédie plus lente que les farces typiques de Keystone et rassemble rapidement un grand nombre d'admirateurs,. En novembre 1914, il joue avec Marie Dressler dans le long-métrage Le Roman comique de Charlot et Lolotte réalisé par Sennett ; le film est un succès et accroît sa popularité. Lorsque le contrat de Chaplin expire à la fin de l'année, il demande un salaire hebdomadaire de 1 000 dollars (environ 25 525 dollars de 2025), une somme que Sennett refuse car jugée trop élevée.

#### Essanay

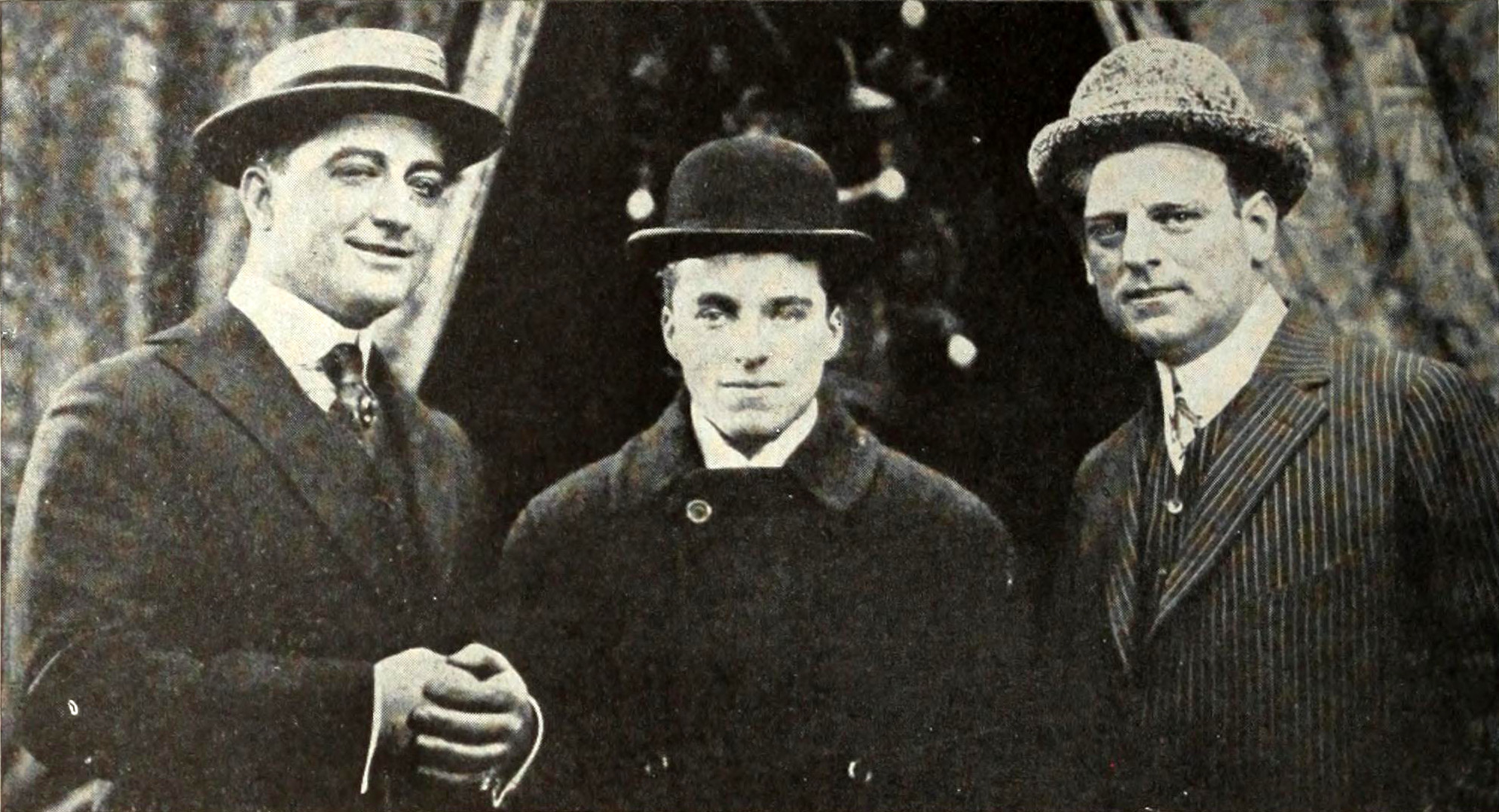
Les stars d'Essanay en 1915 : Francis X. Bushman, Charlie Chaplin et Gilbert M. Anderson, qui vient de convaincre Chaplin de le rejoindre.

L'Essanay Film Manufacturing Company propose à Chaplin un salaire hebdomadaire de 1 250 dollars (environ 31 591 dollars de 2025) avec une prime d'embauche de 10 000 dollars. Il intègre le studio à la fin du mois de décembre 1914 et rejoint d'autres acteurs comme Leo White, Bud Jamison, Paddy McGuire et Billy Armstrong. Alors qu'il est à la recherche d'un second rôle féminin pour son deuxième film, Charlot fait la noce, il repère une secrétaire appelée Edna Purviance dans un café à San Francisco. Il l'engage et elle tourne avec lui dans 35 films ; ils ont également une aventure sentimentale jusqu'en 1917.
Chaplin exerce un contrôle important sur ses films et il commence à consacrer beaucoup de temps et d'énergie à chacune de ses réalisations,,. Un mois sépare sa seconde production, Charlot fait la noce, et sa troisième, Charlot boxeur, et il adopte ce rythme pour ses réalisations ultérieures avec Essenay. Il modifie également son personnage, critiqué par Keystone en raison de son caractère « malveillant, rustre et grossier », pour lui donner une personnalité plus douce et romantique. Cette évolution est illustrée par Le Vagabond en avril 1915, et Charlot garçon de banque en août, qui comportent un final plus triste. C'est une innovation pour les films comiques et les critiques sérieux commencent à apprécier davantage son travail. Avec Essanay, Chaplin trouve les thèmes qui définissent le monde de Charlot.
Immédiatement après ses débuts cinématographiques, Chaplin devient un phénomène culturel. Les magasins vendent des produits associés à son personnage de Charlot, qui apparaît dans des bandes dessinées et dans des chansons,,. En juillet 1915, selon un journaliste du magazine Motion Picture Magazine, la « chaplinite » se propage en Amérique. Sa popularité s'étend également à l'étranger et il devient la première star internationale du cinéma,. Alors que son contrat avec Essenay expire en décembre 1915, Chaplin, pleinement conscient de sa célébrité, demande une prime d'embauche de 150 000 dollars (environ 3 790 954 dollars de 2025) à son nouveau studio. Il reçoit plusieurs propositions venant entre autres d'Universal, Fox et Vitagraph.

#### Mutual

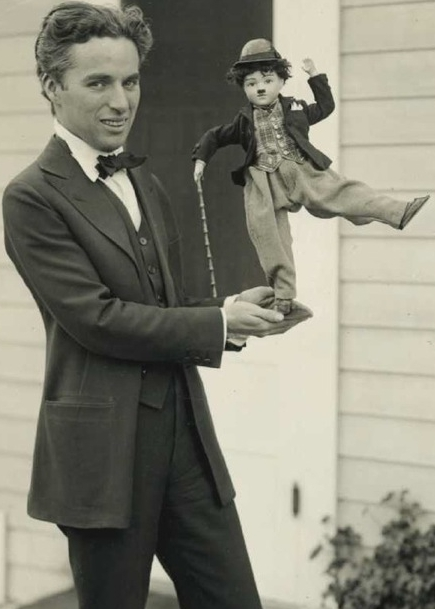
Chaplin, en 1918, tenant une figurine à l'effigie de Charlot.

Il est finalement engagé par le studio Mutual, qui lui accorde un salaire annuel de 670 000 dollars (environ 16 932 928 dollars de 2025), qui fait de Chaplin, alors âgé de 26 ans, l'une des personnes les mieux payées au monde. Cette somme élevée choque le public et est largement reprise dans la presse. Le président du studio, John R. Freuler, explique qu'ils peuvent se permettre de payer ce salaire à Chaplin, car « le public veut Chaplin et paiera pour le voir ».
Mutual accorde à Chaplin son propre studio à Los Angeles, qui est inauguré en mars 1916. Il recrute deux nouveaux acteurs pour l'accompagner, Albert Austin et Eric Campbell, et réalise une série de films plus élaborés et mélodramatiques : Charlot chef de rayon, Charlot pompier, Charlot musicien, Charlot rentre tard, Charlot et le Comte. Pour Charlot usurier, il embauche l'acteur Henry Bergman, qui travaille avec lui pendant 30 ans. Charlot fait du ciné et Charlot patine sont ses dernières réalisations pour l'année 1916. Les stipulations du contrat avec Mutual lui imposent de réaliser un court-métrage toutes les quatre semaines, engagement qu'il tient. Il commence néanmoins à demander plus de temps pour créer ses films et il n'en réalise que quatre autres pour Mutual dans les dix premiers mois de l'année 1917 : Charlot policeman, Charlot fait une cure, L'Émigrant et Charlot s'évade. Du fait de leur réalisation méticuleuse et de leur construction soignée, ces films sont considérés comme parmi les meilleures œuvres de Chaplin par les spécialistes du cinéaste,,,. Pour Chaplin, ses années à Mutual sont les plus heureuses de sa carrière.
Chaplin est critiqué par la presse britannique parce qu'il ne participe pas à la guerre mondiale en cours. Il répond qu'il est volontaire pour se battre pour le Royaume-Uni s'il est appelé et qu'il a déjà répondu à la conscription américaine ; aucun des deux pays ne lui demande de s'enrôler et l'ambassade britannique aux États-Unis publie une déclaration indiquant que Chaplin « est bien plus utile à la Grande-Bretagne en gagnant de l'argent et en achetant des obligations de guerre que dans les tranchées ». Malgré ces critiques, Chaplin est l'un des acteurs préférés des soldats et sa popularité continue de grandir dans le monde entier. Le magazine américain Harper's Weekly rapporte que le nom de Charlie Chaplin fait « partie de la langue véhiculaire de presque tous les pays » et que l'image de Charlot est « universellement familière ». En 1917, les imitateurs professionnels de Charlot (dont Bobby Dunn ou Billy West) sont si répandus qu'il lance des actions en justice et il est rapporté que neuf hommes sur dix participant à des soirées costumées reprenaient son accoutrement. L'actrice Minnie M. Fiske écrit qu'un « nombre en constante augmentation de personnes cultivées commencent à considérer le jeune bouffon anglais, Charlie Chaplin comme un artiste extraordinaire et un génie comique ».

### First National (1918-1922)

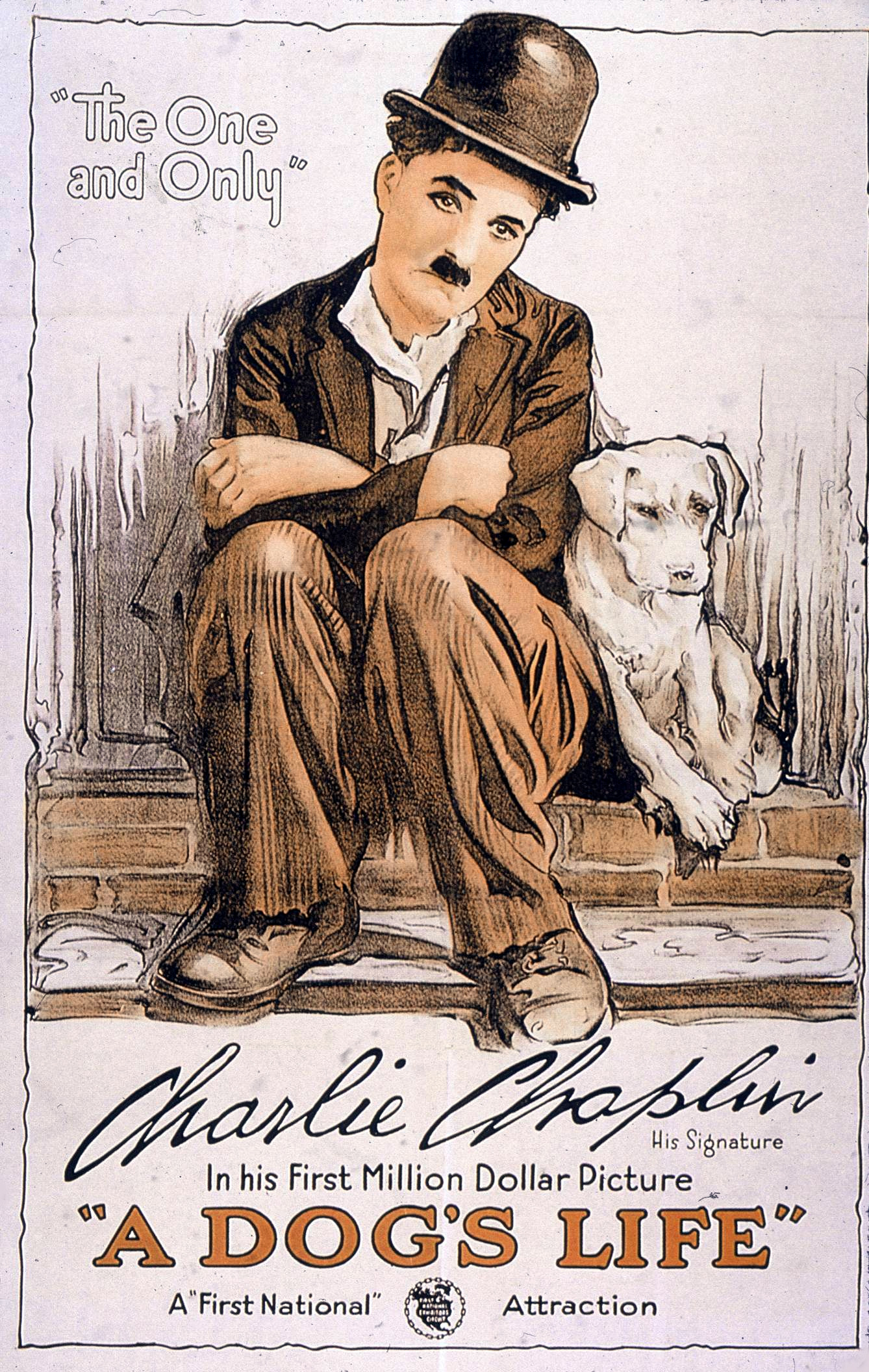
Affiche de Une vie de chien (1918).

Mutual ne se formalise pas de la production réduite de Chaplin et le contrat se termine à l'amiable. Pour son nouveau studio, son principal objectif est d'avoir une plus large indépendance ; son frère Sydney, devenu son agent artistique, déclare à la presse que « Chaplin doit être autorisé à avoir tout le temps et l'argent nécessaires pour produire les films à sa manière… C'est la qualité, non la quantité, que nous voulons ». En juin 1917, Chaplin signe un contrat d'un million de dollars (environ 19 955 844 dollars de 2025) pour huit films avec l'association de propriétaires de salles de cinéma First National Pictures. Il décide de construire son propre studio sur un terrain de 5 acres (20 200 m2) près de Sunset Boulevard avec les meilleures installations et équipements disponibles,. Le studio est inauguré en janvier 1918 et Chaplin reçoit une grande liberté pour la réalisation de ses films.
Une vie de chien, distribué en avril 1918, est son premier film sous ce nouveau contrat. Il y démontre une attention grandissante pour l'intrigue et son traitement de Charlot comme une sorte de Pierrot. Le film est décrit par le critique français Louis Delluc comme « la première œuvre d'art totale du cinéma ». Chaplin participe ensuite à l'effort de guerre en réalisant une tournée d'un mois aux États-Unis afin de lever des fonds pour les Alliés. Il produit également un court-métrage de propagande pour le gouvernement appelé The Bond. Son film suivant, Charlot soldat, met en scène Charlot dans les tranchées ; ses associés le mettent en garde contre une comédie sur la guerre, mais il pense autrement : « dangereuse ou non, l'idée m'excitait ». Le tournage dure quatre mois et le film de 45 minutes rencontre un grand succès à sa sortie, en octobre 1918.
Après la sortie de Charlot soldat, Chaplin demande plus de fonds à la First National, qui refuse. Frustré par le manque de considération du studio pour la qualité et inquiet des rumeurs d'une fusion avec Famous Players-Lasky,, il se rapproche de ses collègues Douglas Fairbanks, Mary Pickford et D. W. Griffith pour fonder une nouvelle société de distribution. La création d'United Artists en janvier 1919 est une révolution pour l'industrie cinématographique, car les quatre fondateurs peuvent dès lors personnellement financer leurs œuvres et avoir un contrôle total sur elles. Chaplin est alors impatient de pouvoir commencer avec sa nouvelle entreprise et offre de racheter son contrat avec la First National. Le studio refuse et insiste pour qu'il livre les six derniers films promis.

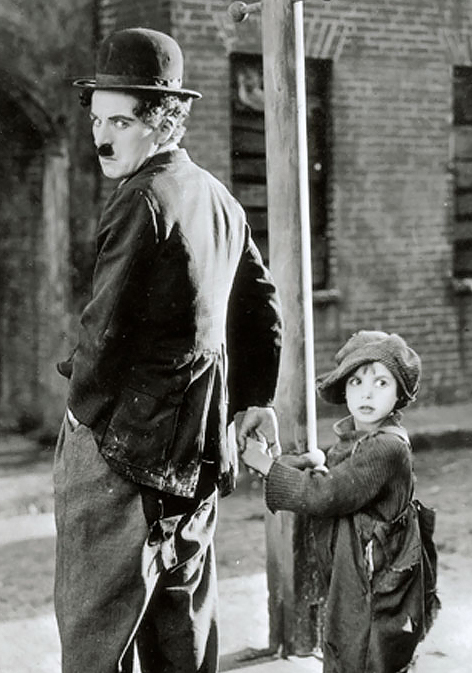
Chaplin avec Jackie Coogan dans Le Kid (1921).

Avant la création d'United Artists, Chaplin se marie pour la première fois. L'actrice de 17 ans Mildred Harris est enceinte et ils se marient discrètement à Los Angeles en septembre 1918 pour éviter la controverse ; la grossesse se révèle fausse. Chaplin n'est pas heureux de cette union, qui selon lui affecte sa créativité, et la réalisation d’Une idylle aux champs est difficile,. Harris tombe ensuite réellement enceinte et elle accouche d'un garçon le 7 juillet 1919. Le nouveau-né, Norman Spencer Chaplin, est cependant malformé et meurt trois jours plus tard. Les époux divorcent en avril 1920 et Chaplin explique dans son autobiographie qu'ils n'étaient « absolument pas faits l'un pour l'autre »,.
Cette tragédie personnelle influence l'œuvre de Chaplin, car il envisage de faire de Charlot le tuteur d'un jeune garçon,. Le tournage du Kid commence en août 1919 avec le jeune Jackie Coogan, alors âgé de quatre ans. Chaplin réalise que le projet est plus important que prévu et, pour apaiser la First National, arrête sa production et tourne rapidement Une journée de plaisir. La réalisation du Kid dure neuf mois, jusqu'en mai 1920, et sa durée de 68 minutes en fait le plus long du cinéaste jusque là. Le film est marqué par les thèmes de la pauvreté et de la séparation et on considère[Qui ?] que Le Kid est influencé par la propre enfance de Chaplin. Il s'agit en outre de l'un des premiers films à associer la comédie et le drame. Le succès est immédiat à sa sortie, en janvier 1921, et il est distribué dans plus de cinquante pays dans les trois années qui suivent.
Chaplin consacre cinq mois à son film suivant de 31 minutes, Charlot et le Masque de fer. Après sa sortie en septembre 1921, il décide de retourner en Grande-Bretagne pour la première fois en près d'une décennie. Il remplit ensuite son contrat avec la First National en réalisant Jour de paye en février 1922 et Le Pèlerin un an plus tard.

### United Artists (1923-1938)

#### L'Opinion publiqueetLa Ruée vers l'or

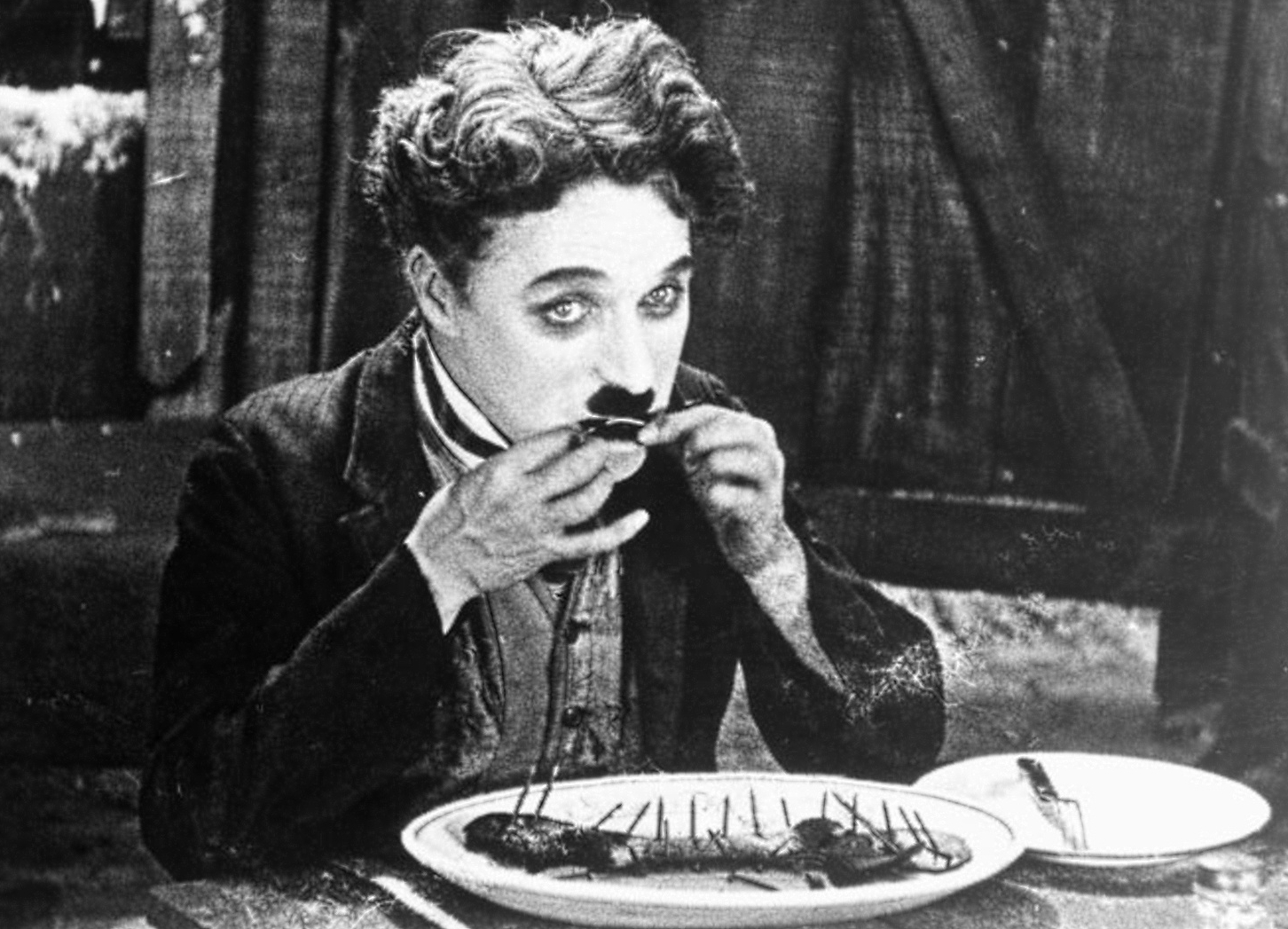
Charlot mangeant sa chaussure dans La Ruée vers l'or (1925).

Ayant rempli ses obligations avec la First National, Chaplin est à présent libre de réaliser ses films en tant que producteur indépendant. En novembre 1922, il commence le tournage de L'Opinion publique. Il veut que ce drame romantique lance la carrière d'Edna Purviance et ne réalise qu'un bref caméo non crédité dans cette production. Souhaitant que le film soit réaliste, il demande à ses acteurs de jouer de manière retenue, expliquant que dans la vie réelle « les hommes et les femmes essayent de dissimuler leurs émotions plutôt que de vouloir les montrer ». La première de L'Opinion publique en septembre 1923 est acclamée par la critique pour son approche subtile, qui est alors une innovation. Le public semble cependant peu intéressé par un film de Chaplin sans Charlot et il sera un échec. Fier de son film, le cinéaste est affecté par ce revers car il a voulu réaliser un film dramatique ; il retire L'Opinion publique des salles aussi vite que possible.
Chaplin revient à la comédie pour son prochain projet et il pense alors : « Ce prochain film doit être une épopée ! la plus grande ! ». Inspiré par une photographie de la ruée vers l'or du Klondike de 1898 et par le récit de l'expédition Donner de 1846-1847, il réalise ce que le journaliste Geoffrey Macnab qualifie de « comédie épique sur un sujet grave »,. Dans La Ruée vers l'or, Charlot est représenté comme un prospecteur solitaire affrontant l'adversité et à la recherche de l'amour. Avec Georgia Hale comme partenaire, Chaplin commence le tournage dans les montagnes de l'ouest du Nevada en février 1924. La production est complexe, avec plus de 600 figurants, des décors extravagants et des effets spéciaux ; la dernière scène n'est réalisée qu'en mai 1925, après 15 mois de tournage.
Avec un coût de près d'un million de dollars, Chaplin considère que La Ruée vers l'or est le meilleur film qu'il a réalisé jusque-là. Après sa sortie en août 1925, il devient l'un des plus gros succès du cinéma muet, avec cinq millions de dollars (environ 72 893 738 dollars de 2025) de recettes,. La comédie comporte certaines des scènes les plus célèbres de Chaplin, comme celle de Charlot mangeant sa chaussure ou celle dite de la « danse des petits pains »,,,, et il déclare par la suite qu'il aimerait que les gens se souviennent de lui grâce à ce film.

#### Lita Grey etLe Cirque

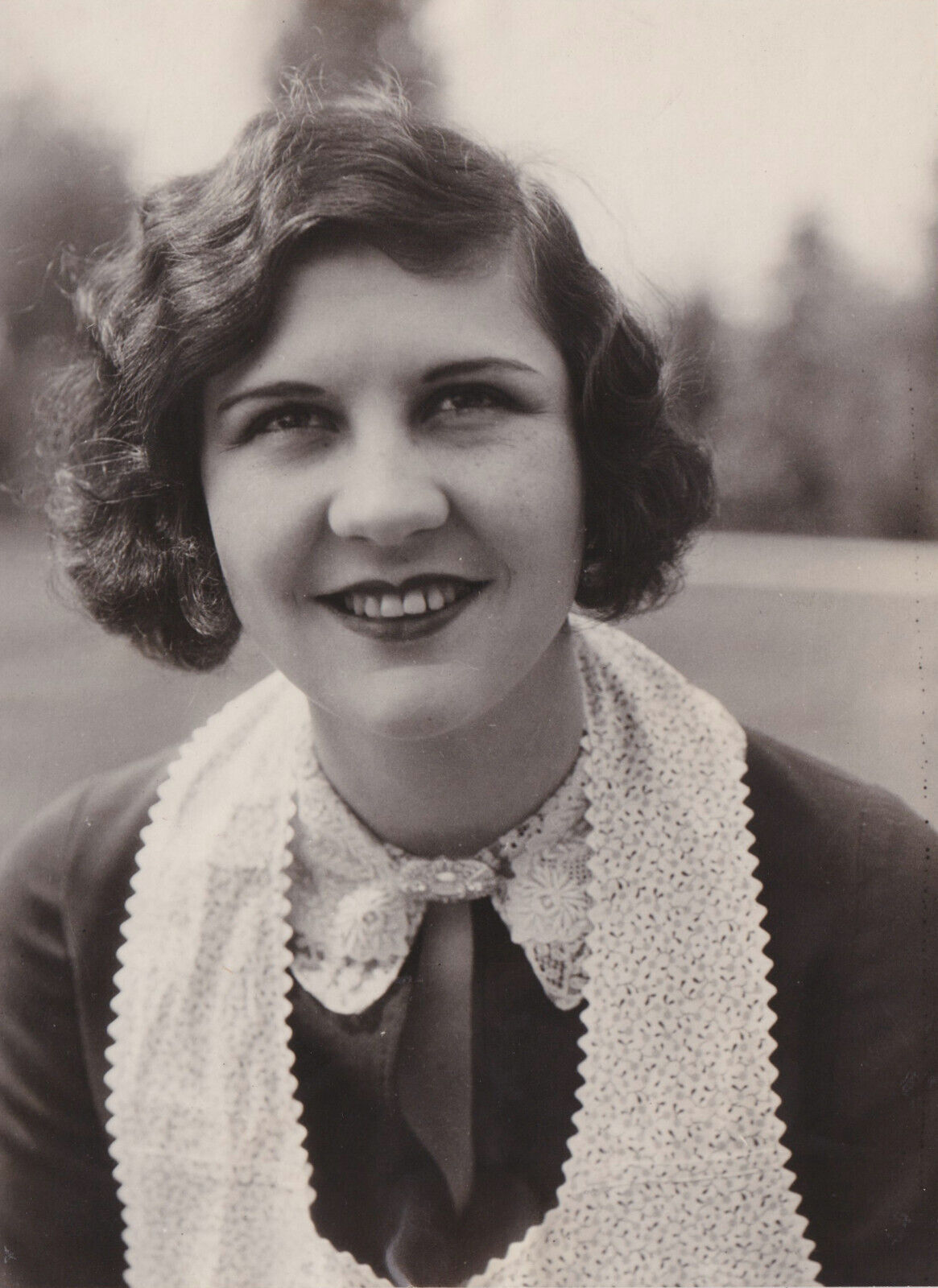
Lita Grey, deux ans après son divorce houleux d'avec Chaplin.

Alors qu'il réalise La Ruée vers l'or, Chaplin se marie pour la deuxième fois. Comme pour sa première union, Lita Grey est une jeune actrice qui doit apparaître dans le film et dont la grossesse imprévue oblige Chaplin à l'épouser. Elle a alors 16 ans et lui 35, et selon la loi californienne cette relation peut être qualifiée de viol sur mineure. D'après les documents du divorce, Chaplin a voulu la faire avorter, mais celle-ci a refusé. La mère de Lita Grey a par ailleurs menacé Chaplin de le dénoncer à la police s'il n'épouse pas sa fille. Il organise donc une cérémonie discrète au Mexique, le 24 novembre 1924. Lita accouche d'un premier fils, Charles Chaplin Jr., le 5 mai 1925, et d'un second, Sydney Earle Chaplin, le 30 mars 1926.
Cette union est malheureuse et Chaplin passe beaucoup de temps en studio pour éviter de voir son épouse. En novembre 1926, Lita Grey quitte leur foyer avec leurs enfants. Lors de la difficile procédure de divorce, les documents de Lita Grey accusant Chaplin d'infidélité, de violence et d'entretenir des « désirs sexuels pervers » sont publiés par la presse,,. Il est rapporté que Chaplin est au bord d'une crise de nerfs, alors que l'histoire fait la une des journaux et que des groupes sont créés pour demander l'interdiction de ses films,. Impatients de mettre un terme à l'affaire, les avocats de Chaplin acceptent en août 1927 de payer 600 000 dollars (environ 8 831 034 dollars de 2025), la plus grosse somme accordée lors d'un procès aux États-Unis jusqu'alors. La popularité de Chaplin lui permet de surmonter l'incident, qui est rapidement oublié, mais il en reste profondément affecté,.
Avant le début de la procédure de divorce, Chaplin commence à travailler sur un nouveau film, Le Cirque. Le tournage est suspendu dix mois durant le scandale de son divorce et la production est marquée par les difficultés. Finalement terminé en octobre, Le Cirque sort en janvier 1928 et reçoit un accueil positif. Lors de la 1re cérémonie des Oscars, Chaplin reçoit un Oscar d'honneur « pour sa polyvalence et son génie à jouer, écrire, mettre en scène et produire Le Cirque ». Malgré le succès du film, Chaplin l'associe avec le stress de sa production ; il ne le mentionne pas dans son autobiographie et a du mal à travailler dessus quand il le resonorisa en 1967,.

#### Les Lumières de la ville

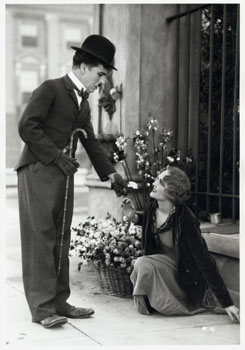
Chaplin et Virginia Cherrill dans Les Lumières de la ville (1931).

Le cinéma sonore apparaît à l'époque où sortait Le Cirque. Chaplin est sceptique quant à cette nouvelle technique et estime que les « parlants » ne valent pas les films muets, du point de vue artistique,. Il est également réticent à l'idée de changer la formule qui a fait son succès,, et craint que donner une voix à Charlot ne limite son attrait à l'international,. Il rejette donc cette mode hollywoodienne et commence à travailler sur un nouveau film muet ; cette décision le rend néanmoins anxieux et il le reste tout au long de la production de ce nouveau projet,.
Lorsque le tournage commence à la fin de l'année 1928, Chaplin travaille sur l'histoire depuis près d'un an,. Les Lumières de la ville met en scène l'amour de Charlot pour une fleuriste aveugle, jouée par Virginia Cherrill, et ses efforts pour lever des fonds pour une opération destinée à lui rendre la vue. Chaplin a travaillé « jusqu'au bord de la folie pour obtenir la perfection » et le tournage dure 21 mois, jusqu'en septembre 1930.
Chaplin finalise Les Lumières de la ville en décembre 1930 à un moment où les films muets sont devenus anachroniques. Une pré-projection ne rencontre pas de succès, mais la presse est séduite. Un journaliste écrit : « Personne d'autre que Charlie Chaplin n'aurait pu le faire. Il est le seul à avoir ce quelque chose d'étrange appelé « attrait de l'audience » en quantité suffisante pour défier le penchant populaire pour les films qui parlent ». Lors de sa sortie officielle en janvier 1931, Les Lumières de la ville est un succès populaire et financier qui rapporte plus de trois millions de dollars,,. Le British Film Institute le cite comme la plus grande réussite de Chaplin et le critique James Agee évoque son final comme « le meilleur jeu d'acteur et le plus grand moment de l'histoire du cinéma »,.

#### Paulette Goddard etLes Temps modernes

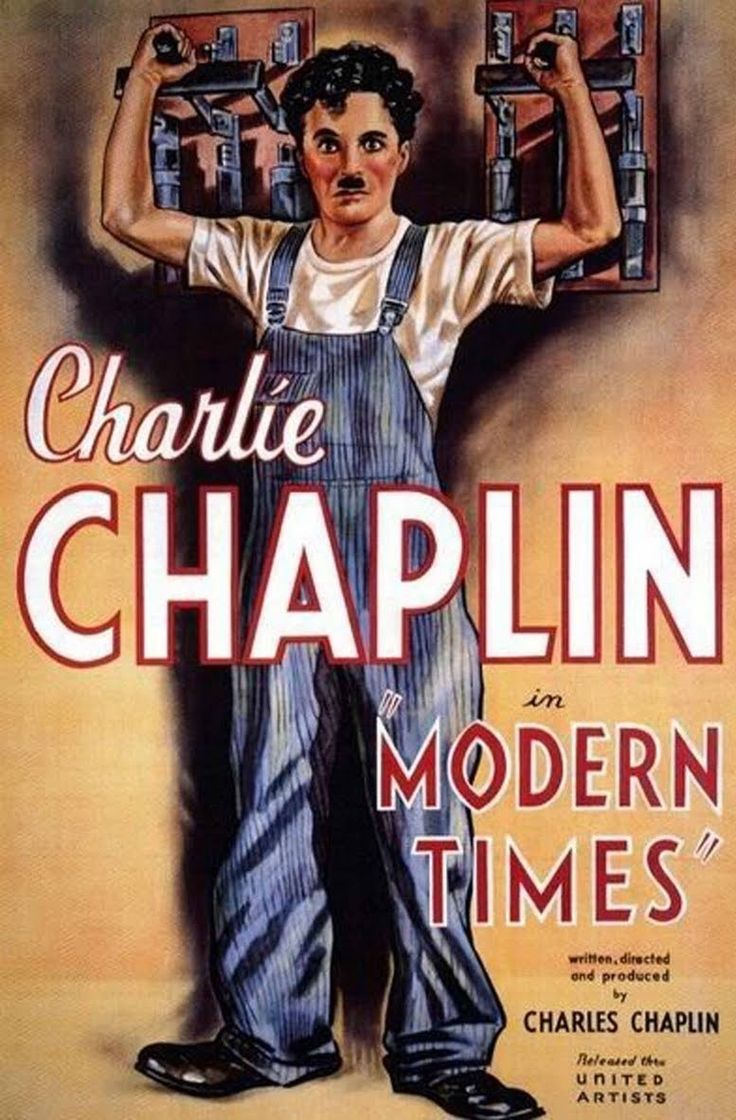
Affiche pour Les Temps modernes (1936).

Les Lumières de la ville est un succès mais Chaplin n'est pas certain de pouvoir réaliser un nouveau film sans dialogues. Il reste convaincu que le son ne marcherait pas dans ses films, mais est également « obsédé par la peur déprimante d'être démodé ». En raison de ces incertitudes, le comédien choisit au début de l'année 1931 de prendre des vacances et il arrête de tourner pendant 16 mois,. Il visite l'Europe de l'Ouest, dont la France et la Suisse, et décide spontanément de se rendre dans l'empire du Japon. Là-bas, il est témoin de l'incident du 15 mai 1932, durant lequel des officiers nationalistes tentent un coup d'État, assassinant le Premier ministre du Japon Tsuyoshi Inukai. Le plan initial inclut notamment de tuer Charlie Chaplin afin de déclencher une guerre avec les États-Unis. Quand le Premier ministre est tué, son fils Takeru Inukai assiste à une compétition de sumo avec Charlie Chaplin, ce qui leur a probablement sauvé la vie.
Dans son autobiographie, il note qu'à son retour à Los Angeles en juin 1932, il se sent « perdu et sans but, fatigué et conscient d'une extrême solitude ». Il envisage brièvement la possibilité de prendre sa retraite et de s'installer en Chine.
La solitude de Chaplin est apaisée quand il rencontre en juillet l'actrice de 21 ans Paulette Goddard, avec qui il forme un couple heureux,. Hésitant encore sur l'opportunité d'un film, il écrit un roman-feuilleton sur ses voyages, qui est publié dans le magazine Woman's Home Companion. Son séjour à l'étranger, durant lequel il rencontre plusieurs personnages influents, a un effet très stimulant pour Chaplin, et il s'intéresse de plus en plus aux questions internationales. L'état du monde du travail américain durant la Grande Dépression le trouble et il craint que le capitalisme et les machines ne provoquent un fort taux de chômage. Ce sont ces inquiétudes qui le motivent à développer son nouveau film,.
Les Temps modernes est présenté par Chaplin comme « une satire de certaines situations de notre vie industrielle ». Il envisage d'en faire un film parlant, mais change d'avis lors des répétitions. Comme ses prédécesseurs, Les Temps modernes utilise des effets sonores synchronisés, mais presque aucune parole. Dans le film, l'interprétation en « charabia » d'une chanson par Chaplin donne néanmoins pour la première fois une voix à Charlot. Après l'enregistrement de la musique, le résultat est présenté en février 1936. Il s'agit de son premier film depuis Le Kid à intégrer des références politiques et sociales et cet aspect entraîne une forte couverture médiatique, même si Chaplin tente de minimiser le sujet. Le film connaît un succès moindre que ses précédents films et les critiques sont plus mitigées, certaines désapprouvant sa signification politique,. Les Temps modernes est néanmoins devenu un classique du répertoire de Chaplin,.
À la suite de cette sortie, Chaplin se rend en Extrême-Orient avec Goddard. Le couple refuse tout commentaire sur la nature de leur relation et on ne sait alors pas vraiment s'ils sont mariés ou non. Quelque temps plus tard, Chaplin révèle qu'ils se sont mariés à Canton, en Chine, durant ce voyage. Les deux s'éloignent cependant rapidement l'un de l'autre pour se consacrer à leur travail ; Goddard demande finalement le divorce en 1942, avançant qu'ils sont séparés depuis plus d'un an.

### Controverses et popularité déclinante (1939-1952)

#### Le Dictateur

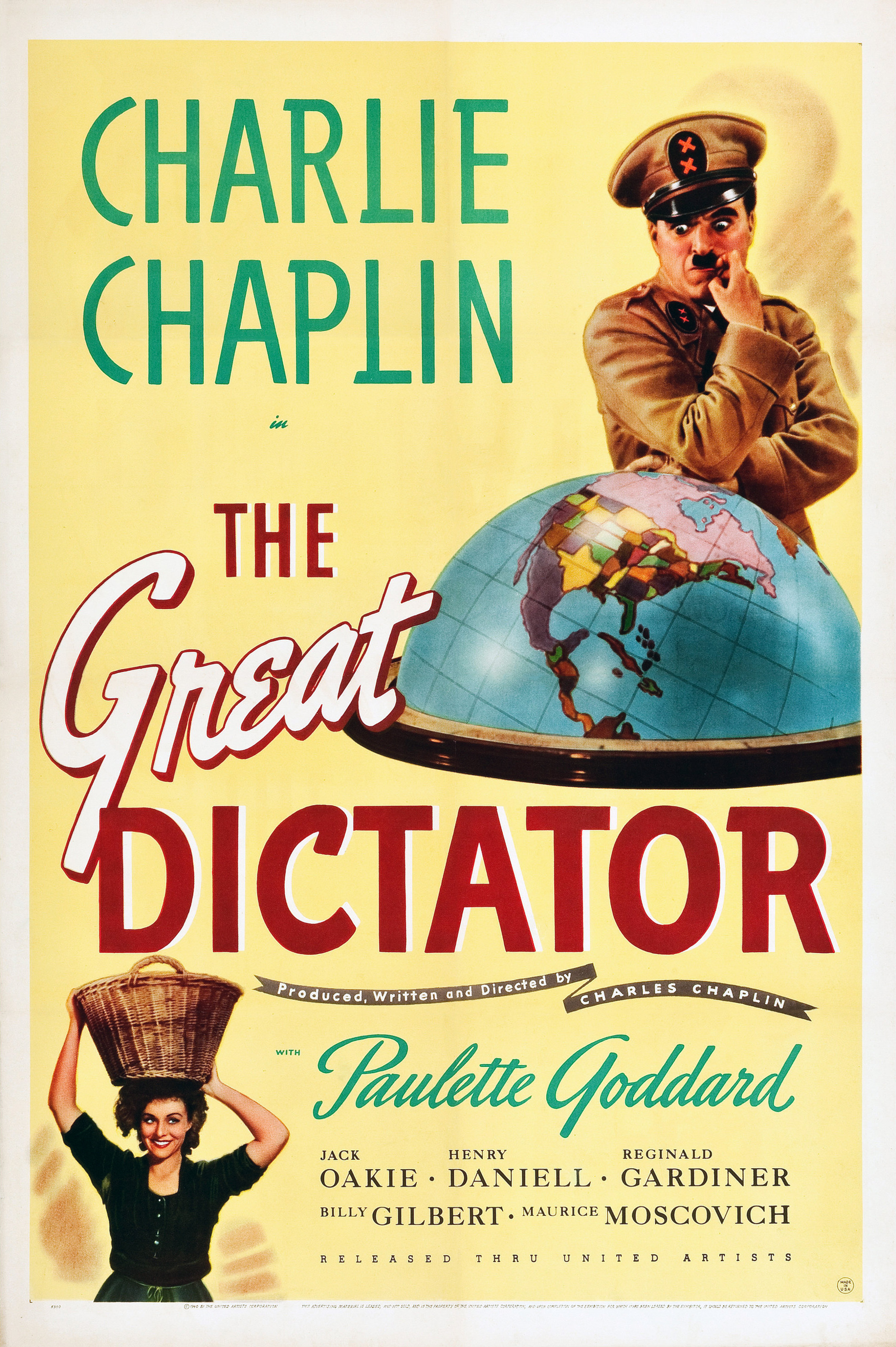
Affiche originale du film Le Dictateur (1940).

Chaplin est profondément perturbé par les tensions politiques et la montée du nationalisme en Europe dans les années 1930, et estime qu'il ne peut en faire abstraction dans ses films. Les observateurs font des rapprochements avec Adolf Hitler : ils sont nés à quatre jours d'écart, ont tous deux accédé à la notoriété mondiale malgré leur origine modeste, et le dictateur allemand porte la même moustache que Charlot. Cette ressemblance physique devient la base du film suivant de Chaplin, Le Dictateur, qui se moque directement d'Hitler et du fascisme,,,,,.
Chaplin consacre deux années à la rédaction du scénario et commence le tournage en septembre 1939 alors que la Seconde Guerre mondiale vient d'éclater. Chaplin décide de renoncer au film muet, qu'il estime démodé et parce qu'il est plus facile de délivrer un message politique avec la parole. Réaliser une comédie sur Hitler est très délicat, mais l'indépendance financière de Chaplin lui permet de prendre le risque : « J'étais déterminé à le faire, car on doit se moquer d'Hitler, ». Dans le film, Chaplin s'éloigne de son personnage de Charlot, tout en conservant son accoutrement, en jouant un « barbier juif » vivant dans une dictature européenne ressemblant considérablement à la dictature hitlérienne ; Chaplin répond ainsi aux nazis qui prétendent qu'il est juif,. Charlie Chaplin jouera également le dictateur « Adenoïd Hynkel », parodiant Hitler.
Le Dictateur passe une année en postproduction et est présenté au public en octobre 1940. Le film est l'objet d'une importante campagne publicitaire et un critique du New York Times le qualifie de film le plus attendu de l'année. Il connaît un succès populaire considérable, même si le dénouement est controversé,. Dans ce final où son personnage de barbier juif prend la place du dictateur, Chaplin prononce un discours de six minutes face à la caméra, dans lequel il expose ses opinions politiques personnelles,. Selon l'historien du cinéma Charles J. Maland, à une époque où le cinéma évite les thèmes politiques controversés, cette prise de liberté a marqué le début du déclin de la popularité de Chaplin : « Dorénavant, aucun admirateur ne pourra séparer la dimension politique de la star de cinéma ». Le Dictateur est nommé dans cinq catégories lors de la 13e cérémonie des Oscars, dont celles du meilleur film, du meilleur acteur et du meilleur scénario, même s'il ne remporte aucune statuette.

#### Joan Barry et Oona O'Neill

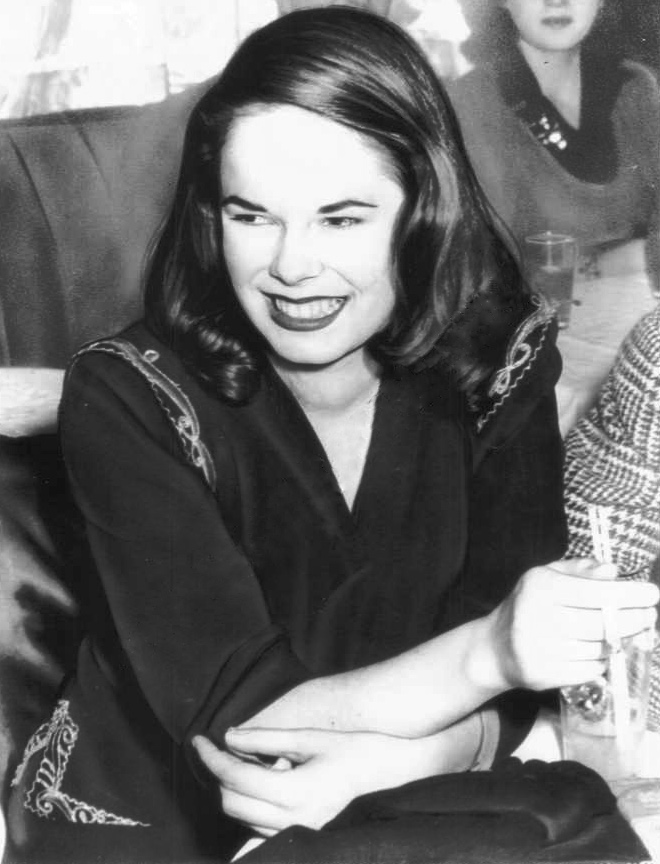
Oona O'Neill en 1943. Elle est la quatrième et dernière épouse de Chaplin, avec qui elle a huit enfants.

Dans le milieu des années 1940, Chaplin est impliqué dans une série de procès qui accaparent une grande partie de son temps et affectent son image publique. Ces derniers sont liés à sa relation intermittente avec l'aspirante actrice Joan Barry, entre juin 1941 et l'été 1942. Ils se séparent après que cette dernière montre des troubles mentaux, et elle est arrêtée à deux reprises pour harcèlement après cette rupture. Elle réapparaît l'année suivante en annonçant être enceinte du réalisateur ; ce dernier nie et Barry entame une procédure en reconnaissance de paternité.
J. Edgar Hoover, le directeur du Federal Bureau of Investigation (FBI), qui se méfie des tendances politiques de Chaplin, exploite l'opportunité de nuire à sa réputation. Dans le cadre d'une campagne de diffamation, le FBI l'inculpe dans quatre affaires reliées à ce scandale. Chaplin est en particulier accusé d'avoir violé le Mann Act qui interdit le transport entre États de femmes à des fins sexuelles. L'historien Otto Friedrich a soutenu qu'il s'agissait de « poursuites absurdes » en application d'un « ancien texte », mais Chaplin risquait jusqu'à 23 ans de prison. Les preuves pour trois motifs d'accusation se révèlent insuffisantes pour aller jusqu'au procès, mais l'étude de la violation du Mann Act commence en mars 1944. Chaplin est acquitté deux semaines plus tard. L'affaire fait fréquemment la une des journaux et le journal Newsweek la qualifie de « plus grand scandale de relations publiques depuis le procès pour meurtre de Roscoe Arbuckle en 1921 ».
Barry accouche en octobre 1944 d'une fille, Carole Ann, et le procès en paternité débute en février 1945. Après deux procès difficiles au cours desquels Chaplin est accusé de « turpitude morale » par le procureur, il est déclaré être le père. Le juge refuse d'accepter les preuves médicales, et en particulier la différence de groupe sanguin qui infirme cette conclusion, et Chaplin est condamné à payer une pension alimentaire à sa fille jusqu'à ses 21 ans. La couverture médiatique du procès est influencée par le FBI, qui transmet des informations à l'influente journaliste à scandales Hedda Hopper,,,.
La controverse entourant Chaplin s'accroît encore quand le 16 juin 1943, deux semaines après le début de la procédure de reconnaissance de paternité, un nouveau mariage est annoncé avec sa nouvelle jeune protégée de 18 ans, Oona O'Neill, la fille du dramaturge américain Eugene O'Neill. Chaplin, alors âgé de 54 ans, lui a été présenté par un agent artistique sept mois plus tôt,, et dans son autobiographie, il décrit leur rencontre comme « l'événement le plus heureux de [sa] vie » et indique qu'il avait découvert le « parfait amour ». Ils restent mariés jusqu'à sa mort en 1977 et ont huit enfants : Geraldine Leigh (1944), Michael John (1946), Josephine Hannah (1949), Victoria (1951), Eugene Anthony (1953), Jane Cecil (1957), Annette Emily (1959) et Christopher James (1962).

#### Monsieur Verdouxet accusations de communisme

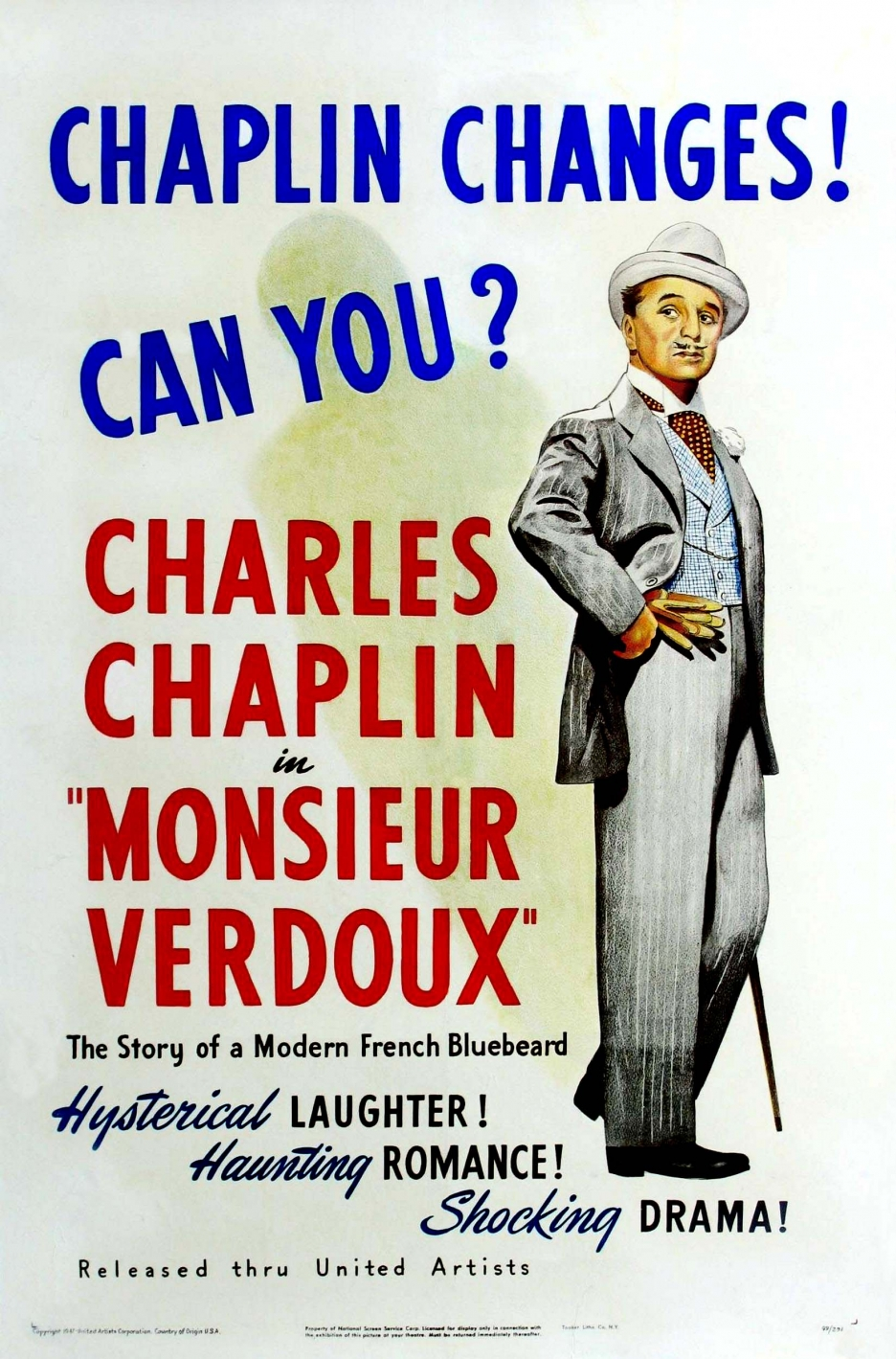
Chaplin change ! Le pouvez-vous ?
Affiche de Monsieur Verdoux (1947).

Chaplin avance que ces procès ont démoli sa créativité et en avril 1946, il commence le tournage d'un film sur lequel il travaille depuis 1942. Monsieur Verdoux est une comédie noire sur un employé de banque français, M. Verdoux joué par Chaplin, réduit au chômage et qui commence à épouser et assassiner de riches veuves pour subvenir aux besoins de sa famille. L'idée lui est fournie par Orson Welles, qui voulait qu'il joue dans un film sur le tueur en série français Henri Désiré Landru. Chaplin estime que ce concept « ferait une superbe comédie » et achète le scénario à Welles pour 5 000 dollars (environ 65 555 dollars de 2025).
Chaplin exprime à nouveau ses idées politiques dans Monsieur Verdoux en critiquant le capitalisme, et le film est très controversé à sa sortie, en avril 1947,,. Il est hué lors de la première et certains demandent son interdiction,. Il s'agit du premier film où son personnage n'a aucun rapport avec Charlot ; il est également le premier à être un échec critique et commercial aux États-Unis, il est mieux accueilli à l'étranger. Il est cité pour le meilleur scénario lors de la 20e cérémonie des Oscars. Chaplin est néanmoins fier de son œuvre et écrit dans son autobiographie : « Monsieur Verdoux est le plus intelligent et le plus brillant des films que j'ai réalisés ».
L'accueil négatif de Monsieur Verdoux est largement le résultat de l'évolution de l'image publique de Chaplin. Outre le scandale de l'affaire Joan Barry, il est publiquement accusé d'être communiste,. Ses actions politiques se sont intensifiées durant la Seconde Guerre mondiale et il a fait campagne pour l'ouverture d'un second front afin de soulager les Soviétiques. Il se rapproche de sympathisants communistes connus comme Hanns Eisler et Bertolt Brecht et participe à des réceptions organisées par des diplomates soviétiques à Los Angeles. Dans le contexte politique de « peur rouge » qui prévaut à l'époque aux États-Unis, de telles activités font que Chaplin est, selon Larcher, considéré comme « dangereusement progressiste et amoral »,,. Le FBI, déterminé à lui faire quitter le pays, lance une enquête officielle à son encontre en 1947,.
Chaplin nie être communiste et se présente comme un pacifiste,,, qui estime que les actions du gouvernement américain pour réprimer une idéologie sont une violation inacceptable des libertés publiques. Refusant de se taire sur cette question, il proteste ouvertement contre les procès des membres du parti communiste américain devant le House Un-American Activities Committee (HUAC) et est convoqué par ce dernier,. Alors que ses actions sont largement relayées dans la presse et que la guerre froide gagne en intensité, sa non-acquisition de la citoyenneté américaine est critiquée et certains demandent son expulsion,,,. Le représentant du Mississippi John E. Rankin (en) déclare devant le Congrès en juin 1947 : « Sa vie à Hollywood est nuisible au tissu moral des États-Unis. [S'il est expulsé], ses films répugnants pourront être gardés à l'écart des yeux de la jeunesse américaine. Nous devons l'expulser et nous en débarrasser une fois pour toutes. »

#### Les Feux de la rampeet expulsion des États-Unis

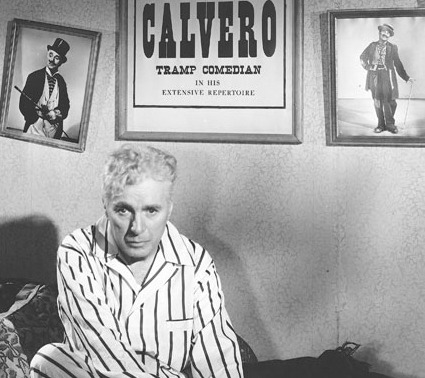
Dans Les Feux de la rampe (1952), Chaplin joue le rôle d'une ancienne star de music-hall devant faire face à sa perte de popularité.

Même si Chaplin reste politiquement actif dans les années qui suivent l'échec de Monsieur Verdoux, son film suivant sur un comédien de vaudeville oublié et une jeune ballerine dans le Londres de l'époque édouardienne est dépourvu de toute signification politique. Les Feux de la rampe est largement autobiographique et fait référence à l'enfance de Chaplin, à la vie de ses parents et à sa perte de popularité aux États-Unis,,. Parmi les acteurs figurent plusieurs membres de sa famille, dont ses enfants les plus âgés et son demi-frère, Wheeler Dryden.
Après trois ans de préparation, le tournage commence en novembre 1951. Il adopte un ton bien plus sérieux que dans ses précédents films et parle régulièrement de « mélancolie » en expliquant le scénario à sa partenaire Claire Bloom. Le film est également notable pour la présence de Buster Keaton — dont c'est l'unique collaboration avec Chaplin.
Chaplin décide d'organiser la première mondiale des Feux de la rampe à Londres, où se déroule l'action du film. Quittant Los Angeles, il indique qu'il s'attend à ne jamais pouvoir revenir, chassé par l'Amérique maccarthyste. À New York, il embarque avec sa famille à bord du paquebot transatlantique HMS Queen Elizabeth le 18 septembre 1952. Le lendemain, le procureur général des États-Unis, James McGranery, révoque le visa de Chaplin et déclare qu'il doit se soumettre à un entretien sur ses opinions politiques et sa moralité pour pouvoir revenir aux États-Unis. Même si McGranery indique à la presse qu'il a « un dossier assez solide contre Chaplin », Maland conclut, en s'appuyant sur les documents du FBI rendus publics dans les années 1980, que le gouvernement américain n'a pas réellement de preuves suffisantes pour empêcher le retour de Chaplin ; il est même probable qu'il aurait obtenu un visa s'il en avait fait la demande,. Cependant, quand il reçoit un câblogramme l'informant de cette décision, Chaplin décide de rompre tous ses liens avec les États-Unis :

« Que je revienne ou non dans ce triste pays avait peu d'importance pour moi. J'aurais voulu leur dire que plus tôt je serais débarrassé de cette atmosphère haineuse, mieux je serais, que j'étais fatigué des insultes et de l'arrogance morale de l'Amérique. »

Comme tous ses biens sont aux États-Unis, Chaplin ne fait aucun commentaire négatif dans la presse, mais l'affaire fait sensation. Si Chaplin et son film sont bien accueillis en Europe, Les Feux de la rampe sont largement boycottés aux États-Unis malgré des critiques positives. Maland écrit que la chute de Chaplin d'un niveau de popularité inégalé « est peut-être la plus spectaculaire de toute l'histoire de la célébrité aux États-Unis ».

### Années européennes (1953-1977)

#### Suisse etUn roi à New York

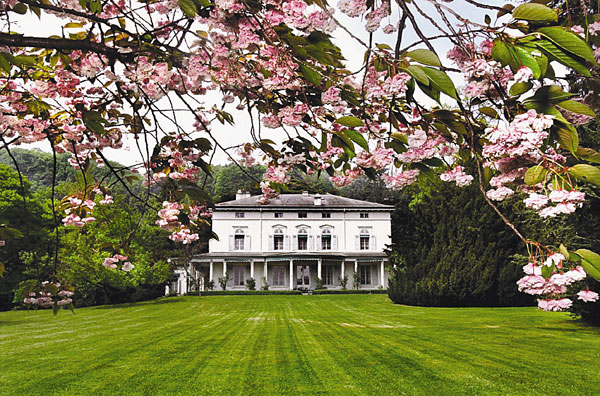
Le manoir de Ban où les Chaplin s'installent en 1953.

Chaplin ne tente pas de revenir aux États-Unis après la révocation de son visa d'entrée et envoie sa femme à Los Angeles pour régler ses affaires. Le couple se décide pour la Suisse et la famille s'installe en janvier 1953 au manoir de Ban, une propriété de 15 hectares surplombant le lac Léman dans la commune de Corsier-sur-Vevey. Chaplin met en vente sa résidence et son studio de Beverly Hills en mars et rend son visa en avril. L'année suivante, sa femme renonce à sa nationalité américaine pour devenir Britannique. Il abandonne ses derniers liens professionnels avec les États-Unis en 1955 quand il vend ses parts dans la United Artists, qui est en difficultés financières depuis le début des années 1940,,.
Chaplin reste une figure controversée tout au long des années 1950, en particulier après avoir reçu le prix international de la paix décerné par le Conseil mondial de la paix, d'obédience communiste, et en raison de ses rencontres avec le Chinois Zhou Enlai et le Soviétique Nikita Khrouchtchev,. Il commence à développer son premier film européen, Un roi à New York, en 1954. Jouant le rôle d'un roi exilé cherchant asile aux États-Unis, Chaplin exploite ses problèmes récents pour écrire le scénario. Son fils, Michael, est présenté comme un garçon dont les parents sont visés par le FBI, tandis que le personnage de Chaplin est accusé d'être un communiste. Cette satire politique parodie les actions de l'HUAC ainsi que le consumérisme de la société américaine des années 1950,,,. Dans sa critique, le dramaturge John Osborne le qualifie comme film le « plus acide… et de plus ouvertement personnel » de Chaplin.
Chaplin fonde une nouvelle société de production appelée Attica et tourne dans les studios de Shepperton, dans la banlieue de Londres. Ce tournage est difficile car il est habitué à son studio et à ses équipes hollywoodiennes, et ne dispose plus d'une durée de production illimitée. Cela a un impact sur la qualité du film,, qui reçoit des critiques mitigées à sa sortie en septembre 1957,,. Chaplin empêche les journalistes américains d'assister à la première à Paris et décide de ne pas diffuser le film aux États-Unis. Cela nuit fortement à son succès commercial, même si le film obtient un succès d'estime en Europe. Un roi à New York n'est présenté aux États-Unis qu'en 1973.

#### Dernières années et regain d'intérêt
À partir du milieu des années 1950, Chaplin se concentre sur la resonorisation et la réédition de ses anciens films, ainsi que sur la protection de ses droits d'auteur. La première de ces rééditions est La Revue de Charlot (1959), comprenant de nouvelles versions d'Une vie de chien, de Charlot soldat et du Pèlerin.

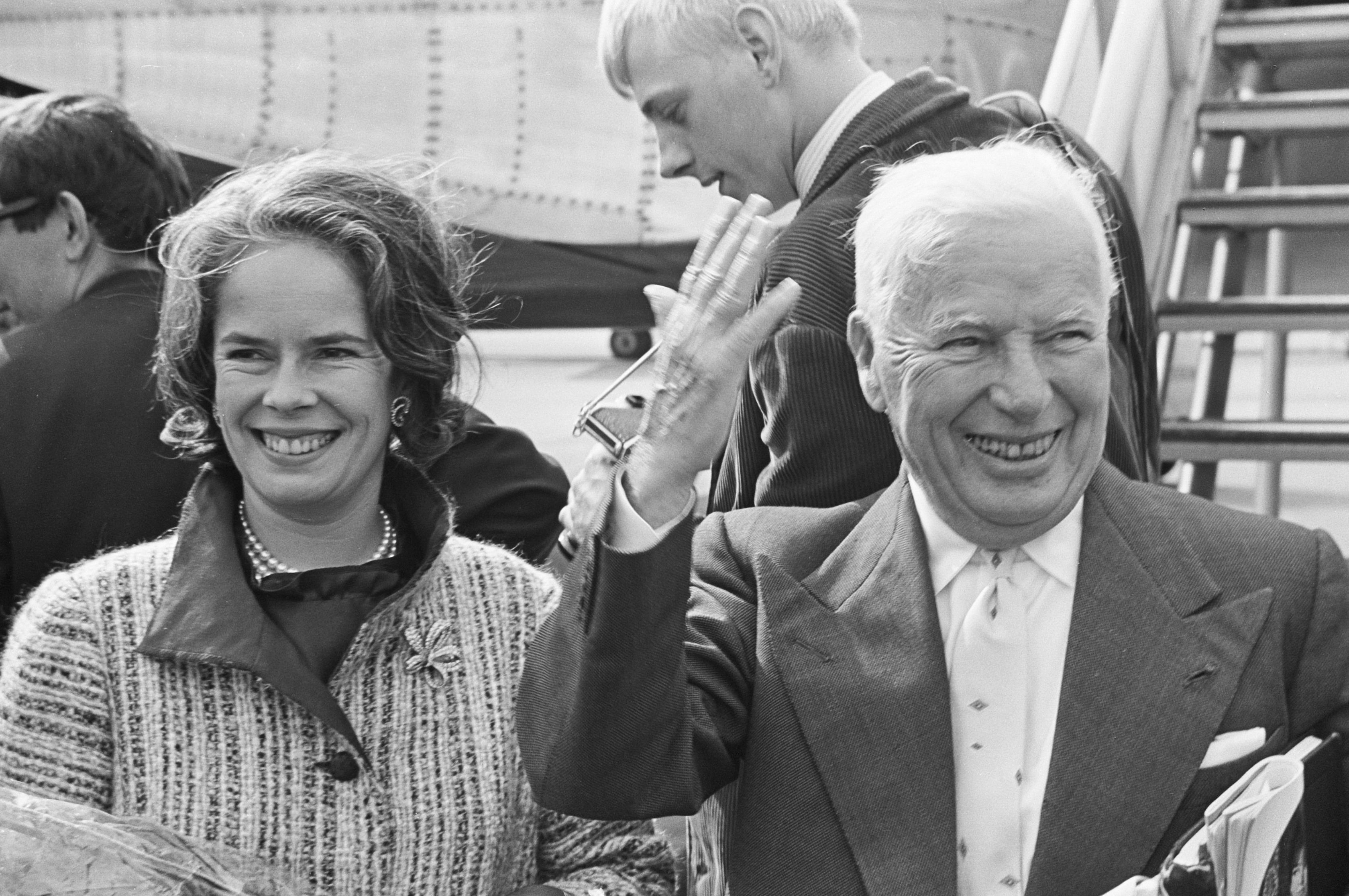
Chaplin, avec son épouse Oona, en 1965.

Aux États-Unis, l'atmosphère politique commence à évoluer et l'attention du public se tourne à nouveau vers les films de Chaplin et non plus vers ses opinions. En juillet 1962, le New York Times publie un éditorial indiquant que « nous ne pensons pas que la République serait en danger si l'inoublié petit Charlot d'hier était autorisé à se promener sur la passerelle d'un navire ou d'un avion dans un port américain ». Le même mois, Chaplin reçoit un doctorat honorifique en Lettres des universités d'Oxford et de Durham. En novembre 1963, le Plaza Theater de New York commence une rétrospective des films de Chaplin, dont Monsieur Verdoux et Les Feux de la rampe pour lesquels les critiques sont bien plus positives que dix ans plus tôt,. Septembre 1964 voit la publication de ses mémoires, Histoire de ma vie, sur lesquels il travaille depuis 1957. Le livre de 500 pages mettant l'accent sur ses premières années et sa vie privée connaît un succès mondial, même si les critiques pointent le manque d'informations sur sa carrière cinématographique,.
Peu après la publication de ses mémoires, Chaplin commence à travailler sur La Comtesse de Hong-Kong (1967), une comédie romantique basée sur un scénario qu'il a écrit dans les années 1930 pour Paulette Goddard. Située sur un paquebot, l'action met en scène Marlon Brando jouant un ambassadeur américain et Sophia Loren dans le rôle d'une passagère clandestine. Le film diffère des précédentes productions de Chaplin sur plusieurs points : il est le premier à employer le technicolor et le format écran large, tandis que Chaplin se concentre sur la réalisation et n'apparaît à l'écran que dans le rôle mineur d'un steward malade. Il signe également un contrat avec le studio Universal Pictures pour le distribuer. La Comtesse de Hong-Kong reçoit des critiques négatives à sa sortie en janvier 1967 et c'est un échec commercial,,. Chaplin est profondément affecté par ce revers et ce film sera le dernier.
Chaplin est victime de plusieurs AVC mineurs à la fin des années 1950 et cela marque le début d'un lent déclin de sa santé. Malgré ces difficultés, il se met rapidement à écrire le scénario de son nouveau projet de film, The Freak, sur une jeune fille ailée découverte en Amérique du Sud, projet destiné à lancer la carrière de sa fille, Victoria Chaplin,. Sa santé fragile l'empêche néanmoins de mener à bien ce projet, et au début des années 1970 Chaplin se concentre plutôt sur la réédition de ses anciens films, dont Le Kid et Le Cirque dont il refait la bande-son. En 1971, il est fait commandeur de l'ordre national de la Légion d'honneur lors du festival de Cannes et l'année suivante il reçoit un Lion d'or pour sa carrière durant la mostra de Venise.
En 1972, l'Academy of Motion Picture Arts and Sciences lui décerne un Oscar d'honneur, ce que Robinson considère comme le premier signe que les États-Unis « voulaient se faire pardonner ». Chaplin hésite à l'accepter, puis décide de se rendre à Los Angeles pour la première fois en vingt ans. La visite est l'objet d'une large couverture médiatique, et lors de la remise de la récompense il reçoit une ovation de douze minutes, la plus longue de toute l'histoire des Oscars,. Visiblement ému, Chaplin accepte la statuette rendant hommage « à l'effet incalculable qu'il a eu en faisant des films de cinéma la forme d'art de ce siècle ».
Même si Chaplin a encore des projets de film, sa santé devient très fragile dans le milieu des années 1970. Plusieurs AVC affectent son élocution et il doit utiliser un fauteuil roulant,. Parmi ses dernières réalisations figurent la création d'une autobiographie en images, My Life in Pictures (1974) et la resonorisation de L'Opinion publique en 1976. Il apparaît également dans un documentaire sur sa vie, The Gentleman Tramp (1975), réalisé par Richard Patterson. En 1975, la reine Élisabeth II le fait chevalier,.

#### Mort

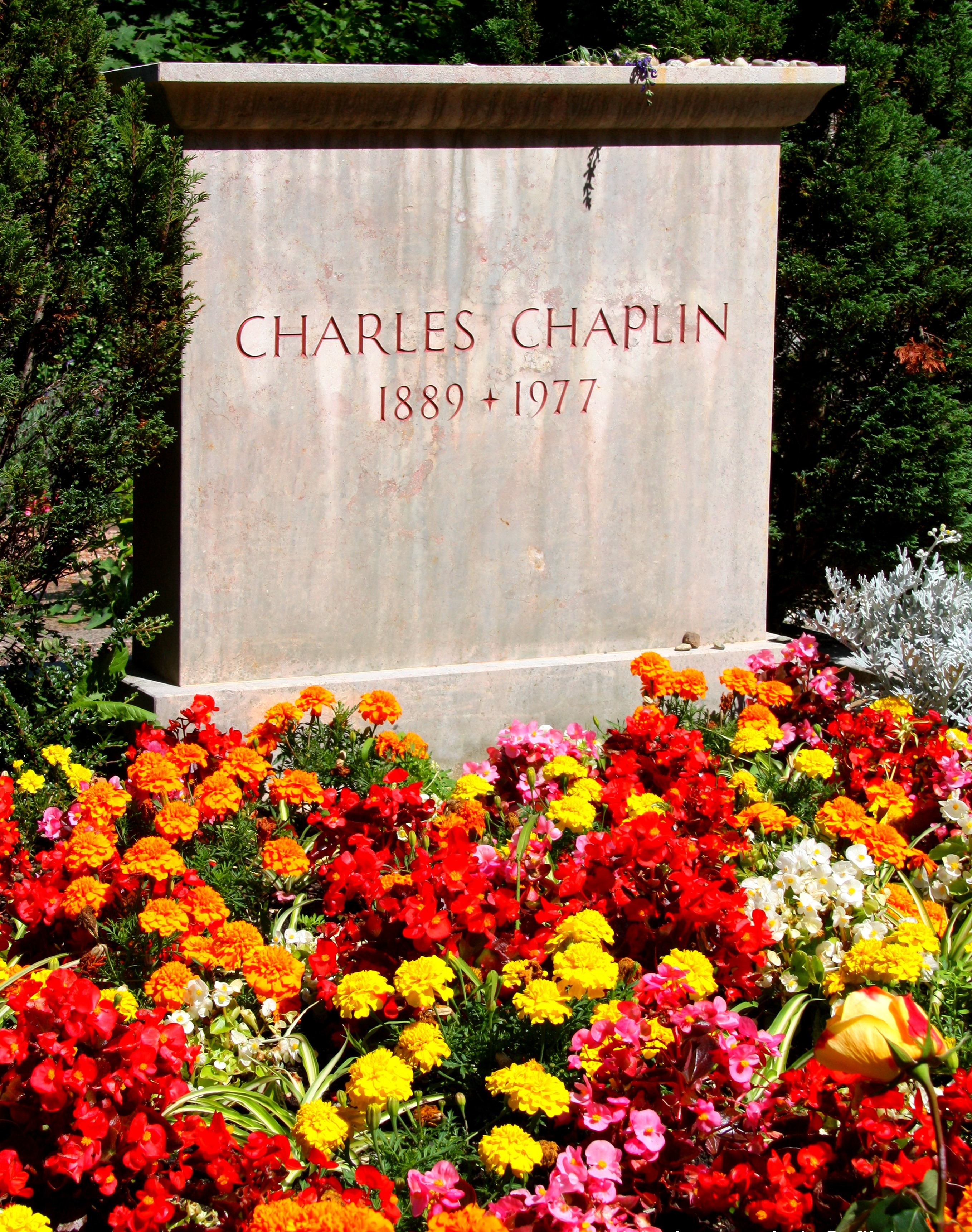
La tombe de Chaplin au cimetière de Corsier-sur-Vevey.

En octobre 1977, la santé de Chaplin s'est détériorée au point qu'il demande une attention de tous les instants. Il meurt d'un AVC dans son sommeil le matin du 25 décembre 1977, à l'âge de 88 ans. Selon ses dernières volontés, une petite cérémonie funéraire anglicane est organisée le 27 décembre et il est inhumé dans le cimetière de Corsier-sur-Vevey. Parmi les hommages du monde du cinéma, le réalisateur René Clair écrit : « il était un monument du cinéma » ; l'acteur Bob Hope a quant à lui déclaré : « nous avons eu de la chance de vivre à son époque ».
Le 1er mars 1978, le cercueil de Chaplin est exhumé et volé par deux mécaniciens automobiles, un Polonais, Roman Wardas, et un Bulgare, Gantcho Ganev. Leur but est d'extorquer une rançon de cent mille francs suisses à Oona Chaplin afin de pouvoir ouvrir plus tard un garage automobile. Ils sont arrêtés lors d'une vaste opération de police le 17 mai 1978 et le cercueil est retrouvé enterré dans un champ de maïs près du village de Noville. Il est réenterré dans le cimetière de Corsier-sur-Vevey et un caveau en béton armé est ajouté pour empêcher tout nouvel incident,.

## Analyse de son œuvre

### Influences
Chaplin considérait que sa première inspiration était sa mère qui l'amusait, alors qu'il était enfant, en s'asseyant à la fenêtre et en imitant les passants : « C'est grâce à elle que j'ai appris non seulement à exprimer des émotions avec mes mains et mon visage mais également à observer et à étudier les gens. » Les premières années de Chaplin dans le music-hall lui permettent d'observer le travail des comédiens ; il assiste également aux spectacles de mime de Noël au théâtre de Drury Lane, où il étudie l'art de la frivolité avec des artistes comme Dan Leno,,. Ses années dans la compagnie de Fred Karno ont un effet formateur sur sa carrière d'acteur et de réalisateur. Il y apprend à associer le tragique avec la comédie et à utiliser des éléments absurdes qui devinrent récurrents dans ses œuvres. Dans l'industrie cinématographique, Chaplin s'appuie sur les œuvres du comédien français Max Linder, qu'il admire,,. En développant le costume et le jeu de Charlot, il s'inspire probablement de la scène de vaudeville américaine où les personnages de vagabond étaient courants.

### Méthodes

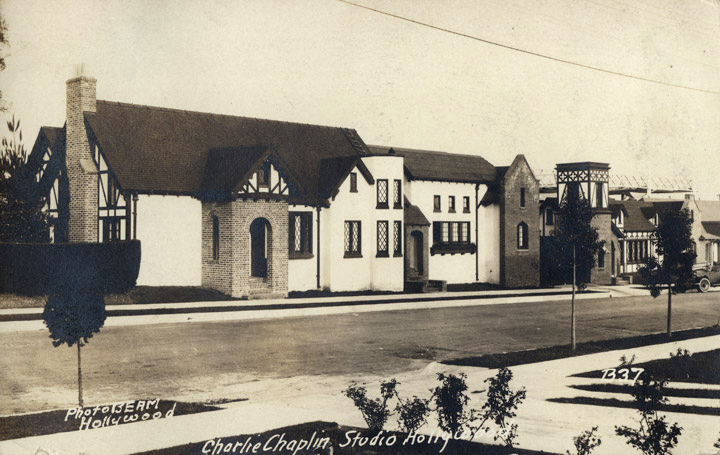
Carte postale de 1922 montrant les studios Charlie Chaplin, où tous ses films sont réalisés entre 1918 et 1952.

Tout au long de sa carrière, Chaplin parle assez peu de ses techniques de réalisation et compare cela à dévoiler ses secrets pour un magicien. On sait donc peu de chose sur ses manières de travailler, mais elles ont été étudiées par Kevin Brownlow et David Gill et savamment exposées dans la série documentaire Unknown Chaplin (1983),.
Avant de réaliser des films parlants avec Le Dictateur, Chaplin ne commence jamais un tournage avec un scénario achevé. Pour ses premiers films, il n'a qu'une vague idée de départ comme « Charlot se rend dans une station thermale » ou « Charlot travaille comme prêteur sur gage ». Il fait ensuite réaliser les décors et travaille avec les autres acteurs pour improviser des effets comiques tout en affinant le scénario tout au long de la production,. Alors que les idées sont acceptées ou rejetées, une structure narrative émerge et Chaplin est souvent obligé de retourner des scènes qui vont à l'encontre de l'histoire,,. À partir de L'Opinion publique, Chaplin commence à réaliser le tournage à partir d'un scénario préétabli, mais tous ses films, jusqu'aux Temps modernes, continuent à subir des modifications jusqu'à atteindre leur forme finale.
En réalisant des films de cette manière, Chaplin a besoin de plus de temps que tout autre réalisateur de l'époque. S'il est à court d'idées, il s'éloigne alors du studio pendant plusieurs jours, tout en maintenant ses équipes prêtes dès que l'inspiration revient,. Le processus de réalisation est également ralenti par son perfectionnisme,. Selon son ami et réalisateur britannique Ivor Montagu, « rien d'autre que la perfection n'était suffisant » pour lui. Comme il finance personnellement ses films, Chaplin a toute liberté pour atteindre cet objectif et réaliser autant de prises que nécessaire,. Leur nombre est ainsi souvent excessif ; chaque prise terminée pour Le Kid en avait nécessité 53, tandis que pour réaliser les 20 minutes de L'Émigrant, il utilisa plus de 12 000 m de pellicule, une longueur suffisante pour faire un long-métrage,.
Décrivant ses méthodes de production comme de la « pure détermination jusqu'au bord de la folie », Chaplin est généralement complètement épuisé par les tournages,. Même dans ses dernières années, son travail « avait la priorité sur tout et tout le monde ». Le mélange d'improvisation et de perfectionnisme qui se traduit par des jours d'efforts et des milliers de mètres de pellicule gâchés, se révèle éprouvant pour Chaplin, ce qui peut le mener à se déchaîner contre ses acteurs et ses équipes,,.
Chaplin a exercé un contrôle complet sur ses œuvres, au point de mimer les autres rôles pour que ses acteurs l'imitent exactement,,. Il a effectué personnellement le montage de tous ses films en fouillant dans les grandes quantités de pellicules pour créer le film voulu. Chaplin a néanmoins reçu l'aide d'autres artistes, dont son ami et directeur de la photographie Roland Totheroh, son frère Sydney Chaplin et divers assistants réalisateurs, comme Harry Crocker, Dan James et Charles Reisner.

### Style et thèmes
Si le style comique de Chaplin est généralement qualifié de slapstick, il est considéré comme retenu et intelligent, et l'historien de cinéma Philip Kemp décrit son travail comme un mélange de « comédie physique gracieuse et de comique de situation bien réfléchi ». Chaplin s'est éloigné du slapstick traditionnel en ralentissant le rythme de l'action et en se concentrant sur la relation du spectateur avec les personnages,. Les effets comiques dans les films de Chaplin sont centrés sur la réaction de Charlot aux choses qui lui arrivent : l'humour ne vient pas du fait que Charlot rentre dans un arbre, mais qu'il soulève son chapeau pour s'excuser. Son biographe Dan Kamin écrit que les « manières excentriques » de Chaplin et son « comportement sérieux au cœur du slapstick » sont d'autres aspects centraux de son style comique.
Les films muets de Chaplin suivent généralement les efforts de Charlot pour survivre dans un monde hostile. Même s'il vit dans la pauvreté et est fréquemment maltraité, il reste gentil et optimiste,, ; défiant sa position sociale, il s'efforce d'être vu comme un gentleman. Charlot s'oppose aux figures de l'autorité et « donne autant qu'il reçoit », ce qui poussa Robinson et Louvish à voir en lui un représentant des défavorisés : « Un Monsieur Tout-le-monde devenant un sauveur héroïque »,. Hansmeyer note que plusieurs des films de Chaplin se terminent avec « Charlot démuni et seul [marchant] avec optimisme… vers le soleil couchant… pour poursuivre son voyage ».

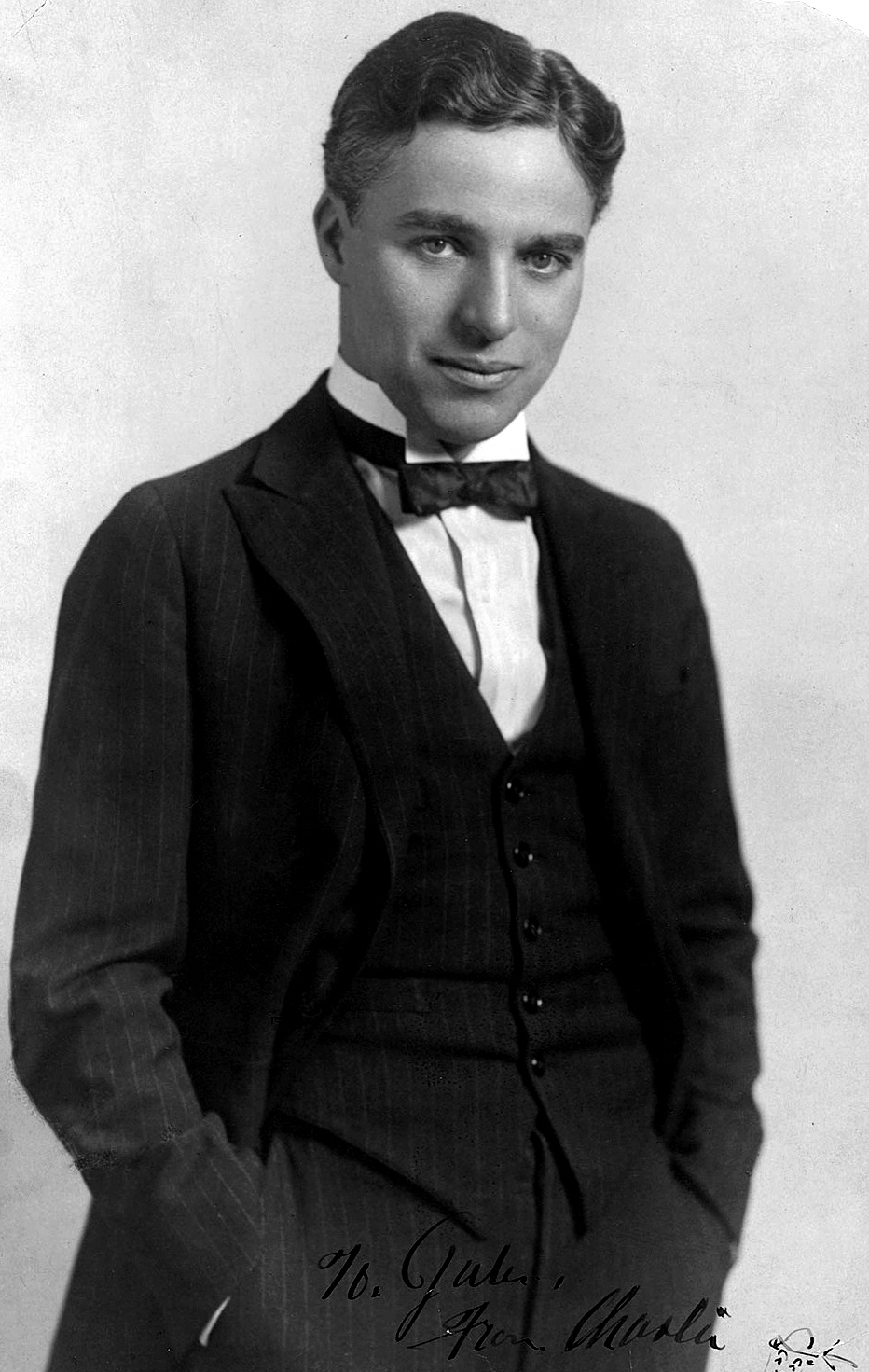
Chaplin dans les années 1920.

L'emploi du pathos est un aspect bien connu de l'œuvre de Chaplin, et Larcher note sa capacité à « [provoquer] les rires et les larmes ». Chaplin s'appuie parfois sur des événements tragiques pour ses films comme dans La Ruée vers l'or, qui est inspirée par le destin malheureux de l'expédition Donner. Différents thèmes sont représentés dans ses premières comédies comme l'avarice (La Ruée vers l'or), l'abandon (Le Kid) et des sujets plus controversés comme l'immigration (L'Émigrant) ou la drogue (Charlot policeman).
Les commentaires sociaux sont également importants dans ses premiers films, car il représente les démunis sous un jour positif et souligne leurs difficultés. Par la suite, il développe un grand intérêt pour l'économie et se sent obligé de faire partager ses opinions dans ses films,. Les Temps modernes illustre les conditions de travail difficiles des ouvriers de l'industrie, Le Dictateur parodie Hitler et Mussolini et se termine par un discours contre le nationalisme, Monsieur Verdoux critique la guerre et le nationalisme tandis qu’Un roi à New York attaque le maccarthysme.
Chaplin intègre plusieurs éléments autobiographiques dans ses films et le psychologue Sigmund Freud considère qu'il « se représent[e] toujours comme il était dans sa triste enfance ». Il est généralement admis que Le Kid reflète le traumatisme qu'il a subi dans un orphelinat, tandis que le personnage principal des Feux de la rampe fait référence à la vie de ses parents et que Un roi à New York renvoie à son expulsion des États-Unis. Sa relation difficile avec sa mère souffrant de troubles mentaux est souvent reflétée dans les personnages féminins de ses films et par le désir de Charlot de les sauver.
En ce qui concerne la structure de ses films, l'historien du cinéma Gerald Mast les voit comme une série de sketchs reliés par une même trame plutôt que comme une suite ordonnée par un scénario précis. Visuellement, ils sont simples et économiques,, avec des scènes jouées comme au théâtre,,. Dans son autobiographie, Chaplin écrit que « la simplicité est préférable… les effets pompeux ralentissent l'action, sont ennuyeux et désagréables… La caméra ne doit pas faire irruption ». Cette approche n'a pas fait l'unanimité et elle est qualifiée de démodée depuis les années 1940,,, tandis que l'historien du cinéma Donald McCaffrey y voit une indication que Chaplin n'a jamais complètement compris le média cinématographique. Kamin avance néanmoins que le talent comique de Chaplin n'aurait jamais été suffisant pour qu'il reste drôle à l'écran s'il n'avait pas eu « la capacité de concevoir et de diriger des scènes spécifiquement pour le cinéma ».

### Musique

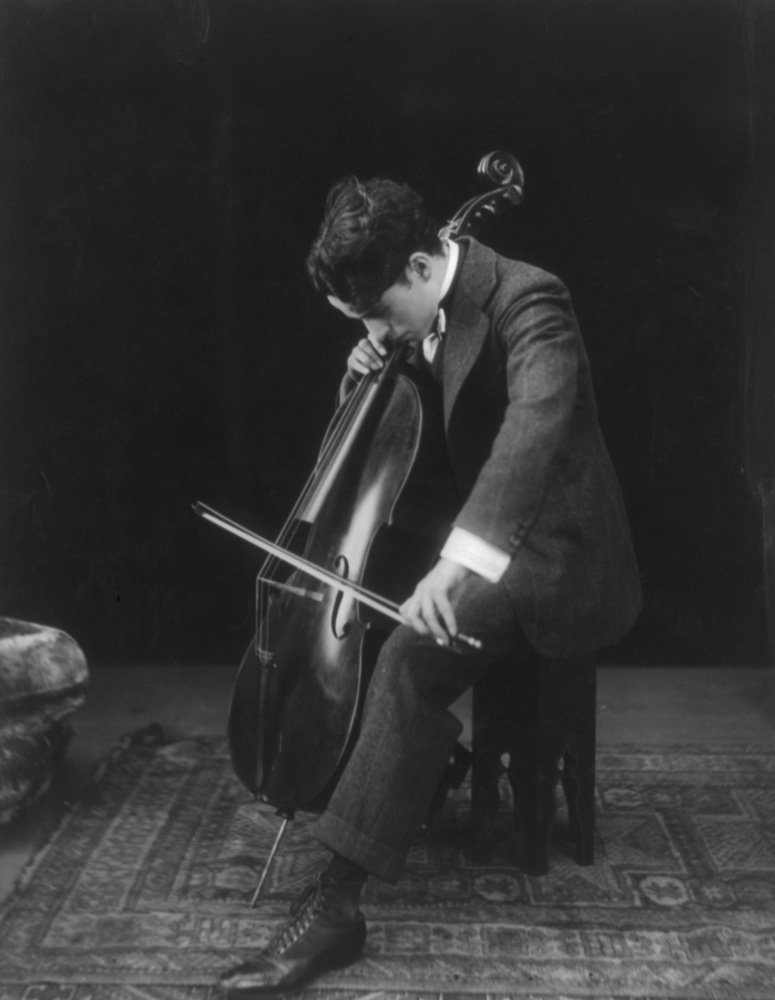
Chaplin jouant du violoncelle en 1915.

Chaplin développe dès l'enfance une passion pour la musique et apprend seul à jouer du piano, du violon et du violoncelle,. Il considère que l'accompagnement musical fait partie intégrante du film et à partir de L'Opinion publique il consacre beaucoup de temps à ce domaine. Il compose lui-même la bande-son des Lumières de la ville et fait de même pour tous ses films suivants ; à partir de la fin des années 1950 et jusqu'à sa mort, il sonorise tous ses anciens courts-métrages silencieux.
Comme il n'a reçu aucune éducation musicale, Chaplin n'a jamais su lire ou écrire des partitions. Il fait donc appel à des compositeurs professionnels comme David Raksin, Raymond Rasch et Eric James pour mettre en forme ses idées. Certains critiques ont ainsi avancé que la musique de ses films devait être attribuée aux compositeurs ayant travaillé avec lui ; Raksin, qui participe à la mise en musique des Temps Modernes, a néanmoins souligné le rôle créatif et moteur de Chaplin dans le processus de composition. Au début de ce travail, qui peut durer des mois, Chaplin décrit exactement ce qu'il veut aux compositeurs et joue les éléments qu'il a improvisés au piano. Ces mélodies sont ensuite développées en étroite collaboration. Pour l'historien du cinéma Jeffrey Vance, « même s'il s'appuyait sur ses associés pour mettre en forme des instrumentations complexes, les consignes musicales étaient les siennes, et pas une note n'était placée sans son accord ».
Les compositions de Chaplin donnent lieu à trois chansons populaires. Smile, composée pour Les Temps modernes, est par la suite mise en paroles par John Turner et Geoffrey Parsons, puis interprétée par Nat King Cole en 1954. Pour Les Feux de la rampe, Chaplin compose Terry's Theme, qui est popularisée par Jimmy Young sous le titre Eternally en 1952. Enfin, la chanson This Is My Song, chantée par Petula Clark pour La Comtesse de Hong-Kong, connaît un grand succès commercial et atteint la première place du palmarès britannique en 1967. En dehors de ses deux récompenses d'honneur, le seul Oscar que Chaplin remporte est celui de la meilleure musique de film à l'occasion de la réédition des Feux de la rampe en 1973,.

## Filmographie

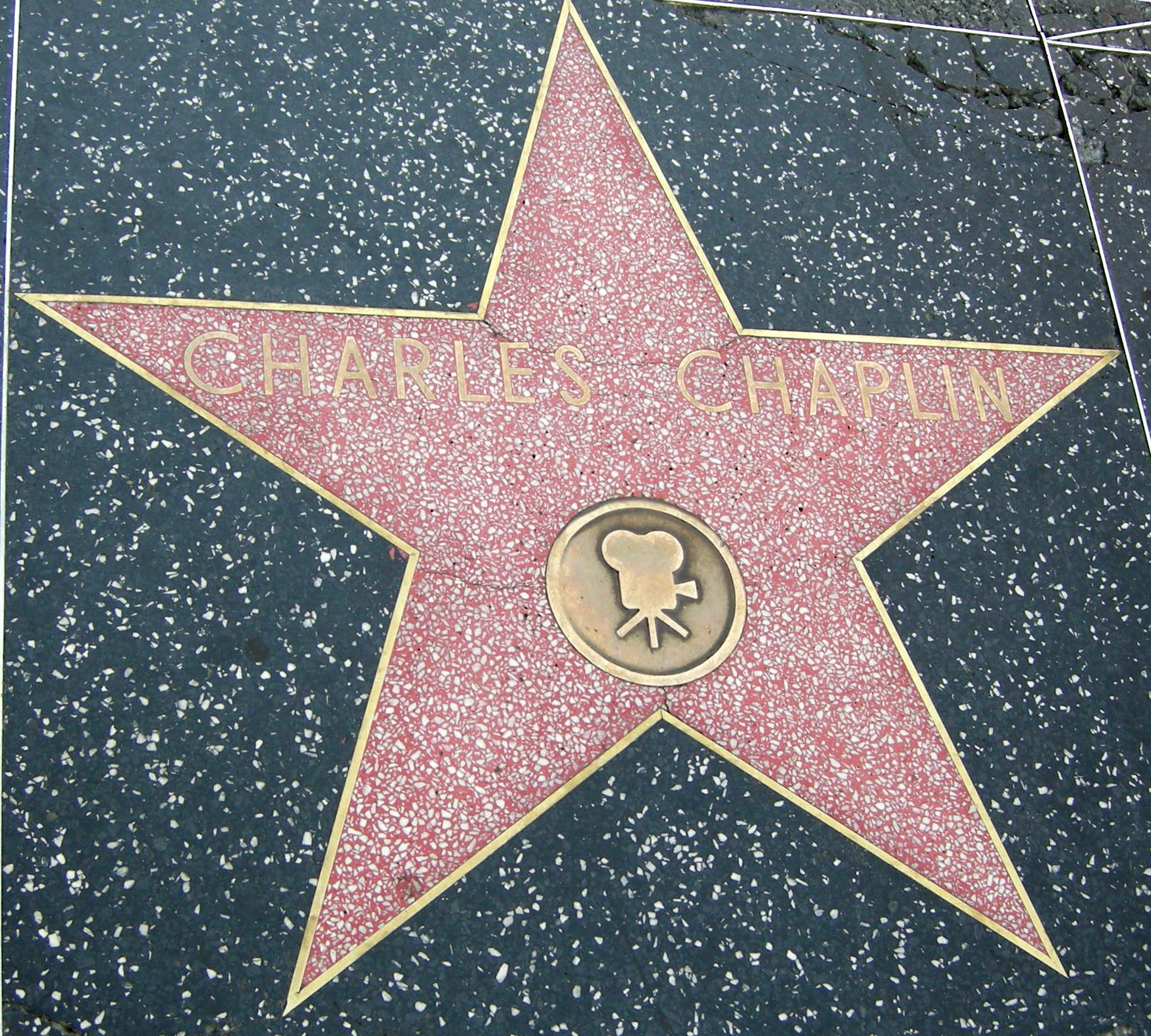
Étoile de Chaplin sur le Hollywood Walk of Fame.

À l'occasion de la publication de son autobiographie, Chaplin a établi sa filmographie, qui se compose alors de 80 films (La Comtesse de Hong-Kong, réalisé trois ans plus tard, s'y est par la suite ajouté). En 2010, une copie de La Course au voleur, réalisé en 1914 et jusqu'alors considéré comme perdu, est découverte chez un antiquaire du Michigan, portant ainsi sa filmographie à 82 films.
Les films de Chaplin, jusqu'au Cirque inclus, sont muets, même si certains ont été réédités avec des bandes-son. Les Lumières de la ville et Les Temps modernes sont muets, mais intègrent des bandes-son composées de musique, de bruitages et de séquences parlées pour le second. Les cinq derniers films de Chaplin sont parlants. Hormis La Comtesse de Hong-Kong, tous les films de Chaplin sont tournés en format 35 mm, noir et blanc.
En français, Jacques Dumesnil double Chaplin dans Monsieur Verdoux, Les Feux de la rampe et Un roi à New York. Chaplin est également doublé par Henri Virlogeux dans la version sonorisée de 1942 de La Ruée vers l'or, en 1968 par Roger Carel dans Le Dictateur et par Jean-Henri Chambois dans La Comtesse de Hong-Kong.
Longs métrages :
- 1921 : Le Kid
- 1923 : L'Opinion publique
- 1925 : La Ruée vers l'or
- 1928 : Le Cirque
- 1931 : Les Lumières de la ville
- 1936 : Les Temps modernes
- 1940 : Le Dictateur
- 1947 : Monsieur Verdoux
- 1952 : Les Feux de la rampe
- 1957 : Un roi à New York
- 1967 : La Comtesse de Hong-Kong

## Reconnaissance

### Distinctions

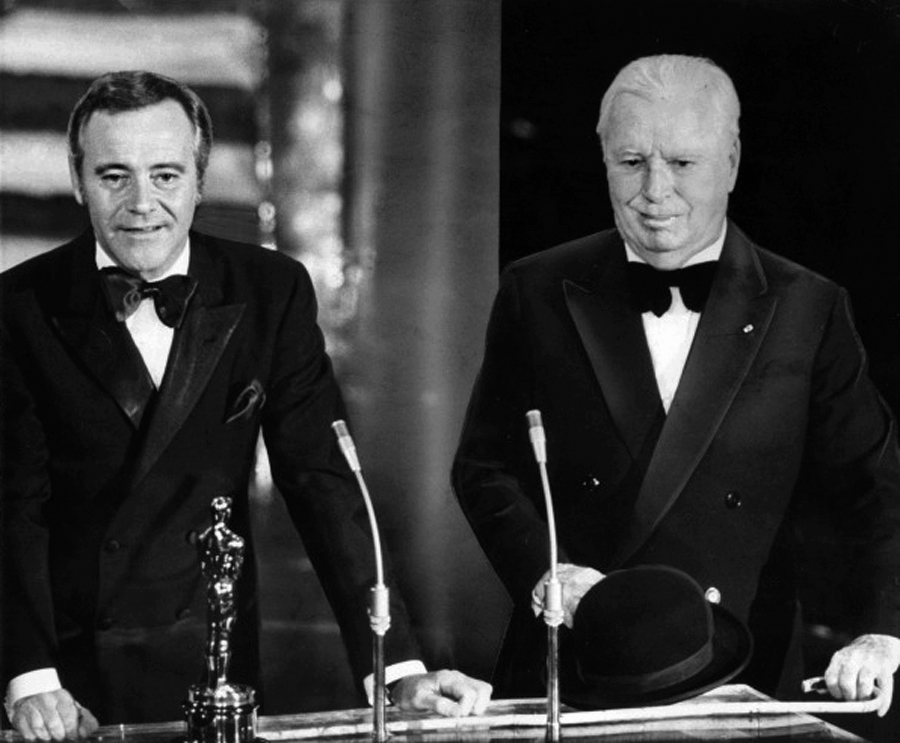
Chaplin (à droite) reçoit son Oscar d'honneur des mains de Jack Lemmon en 1972.

Chaplin a reçu de nombreuses récompenses et distinctions, particulièrement à la fin de sa vie. En 1962, les universités de Durham et d'Oxford lui décernent un diplôme honorifique de docteur ès Lettres. En 1965, il partage le prix Érasme avec Ingmar Bergman, et en 1971, il est fait commandeur de l'ordre national de la Légion d'honneur par le gouvernement français. En 1975, il est anobli par la reine Élisabeth II et fait chevalier commandeur de l'ordre de l'Empire britannique, devenant « sir Charles Chaplin ».
L'industrie cinématographique le récompense avec un Lion d'or spécial à la Mostra de Venise 1972, ainsi qu'une étoile sur le Hollywood Walk of Fame en 1970 (cette inscription lui est auparavant refusée en raison de ses opinions politiques).
Chaplin reçoit au total trois Oscars : un premier Oscar d'honneur en 1929 « pour sa polyvalence et son génie à jouer, écrire, mettre en scène et produire Le Cirque », un second en 1972 « pour l'effet incalculable qu'il a eu en faisant des films de cinéma la forme d'art de ce siècle » et un troisième en 1973 pour la meilleure musique originale (conjointement avec Ray Rasch et Larry Russell), pour Les Feux de la Rampe. Il est également nommé dans les catégories du meilleur acteur, du meilleur film et du meilleur scénario pour Le Dictateur, ainsi que dans celle du meilleur scénario pour Monsieur Verdoux.
Six des films de Chaplin ont été sélectionnés pour être préservés dans le National Film Registry de la Bibliothèque du Congrès américaine : L'Émigrant (1917), Le Kid (1921), La Ruée vers l'or (1925), Les Lumières de la ville (1931), Les Temps modernes (1936) et Le Dictateur (1940).

### Postérité

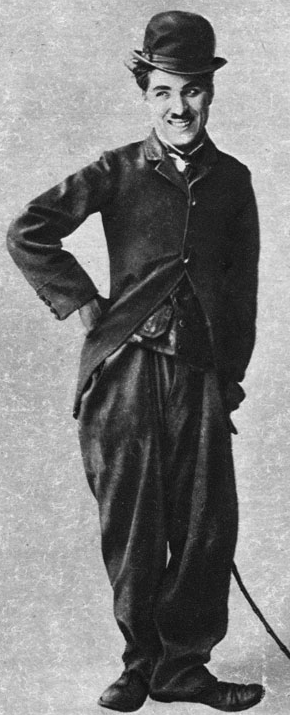
Chaplin dans son rôle de Charlot en 1915.

En 1998, le critique Andrew Sarris écrivit que Chaplin est « sans doute le plus grand artiste que le cinéma ait créé, certainement son interprète le plus extraordinaire et probablement encore son icône la plus universelle ». Il est décrit par le British Film Institute comme « une figure tutélaire de la culture mondiale », et le magazine Time le lista parmi les 100 personnes les plus importantes du XXe siècle pour « les rires [qu'il a apportés] à des millions de personnes » et parce qu'il a « plus ou moins inventé la célébrité mondiale et aidé à transformer une industrie en un art ».
L'historien du cinéma Christian Hansmeyer a noté que l'image de Charlot fait partie de l'histoire culturelle ; selon Simon Louvish, ce personnage est connu même dans les endroits où ses films n'ont jamais été projetés. Le critique Richard Schickel suggère que les films de Chaplin avec Charlot présentent « les expressions comiques de l'esprit humain les plus éloquentes et les plus riches » de l'histoire du cinéma. Les objets associés au personnage continuent de fasciner le public et en 2006, un chapeau melon et une canne en bambou ayant appartenu à Chaplin sont achetés 140 000 dollars lors d'une vente aux enchères à Los Angeles.
En tant que réalisateur, Chaplin est considéré comme un pionnier et l'une des figures les plus influentes du début du XXe siècle,,,. L'historien du cinéma Mark Cousins a écrit que Chaplin « a changé non seulement l'imagerie du cinéma mais également sa sociologie et sa grammaire » et avance qu'il joua un rôle important dans l'établissement de la comédie en tant que genre, parallèlement à ce qu'avait fait D. W. Griffith pour le drame. Il est le premier à populariser les longs-métrages comiques et à ralentir le rythme de l'action pour y ajouter de la finesse et du pathos,. Pour Robinson, les innovations de Chaplin sont « rapidement assimilées et deviennent les pratiques de base de la réalisation cinématographique ». Federico Fellini (qui définit Chaplin comme « une sorte d'Adam duquel nous sommes tous issus »), Jacques Tati (« sans lui, je n'aurais jamais fait un film »), René Clair (« il a inspiré pratiquement tous les réalisateurs »), Michael Powell, Billy Wilder et Richard Attenborough figurent parmi les réalisateurs ayant affirmé avoir été influencés par Chaplin.
Chaplin inspire également les poètes avant-gardistes du XXe siècle, mais aussi de futurs comédiens, comme Marcel Marceau, qui a indiqué s'être décidé à devenir mime après l'avoir vu, ou Raj Kapoor, qui base son jeu sur celui de Charlot. Mark Cousins a également identifié le style comique de Chaplin chez les personnages français de Monsieur Hulot et italien de Totò, sans oublier qu'il a également influencé des personnages de dessin animé comme Félix le Chat ou Mickey Mouse. En tant que membre fondateur de la United Artists, Chaplin a un rôle important dans le développement de l'industrie cinématographique. Gerald Mast a noté que même si cette société n'a jamais rivalisé avec la MGM ou la Paramount, l'idée que des réalisateurs puissent produire leurs propres films était « très en avance sur son temps ».
À l'occasion de l'exposition universelle de Bruxelles, en 1958, un jury international de 117 critiques a établi un classement des meilleurs films de tous les temps : La Ruée vers l'or (1925) est classé deuxième derrière Le Cuirassé Potemkine de Sergueï Eisenstein (1925) et devant Le Voleur de bicyclette de Vittorio De Sica (1948). Plusieurs des films de Chaplin restent encore aujourd'hui considérés comme parmi les plus grands jamais réalisés. Le palmarès 2012 de la revue britannique Sight and Sound, mené auprès de critiques de cinéma sur les meilleurs films de l'histoire, liste respectivement Les Lumières de la ville, Les Temps modernes, Le Dictateur et La Ruée vers l'or aux 50e, 63e, 144e et 154e places ; la même étude réalisée auprès de réalisateurs situe Les Temps modernes à la 22e place, Les Lumières de la ville à la 30e et La Ruée vers l'or à la 91e. En 2007, l'American Film Institute nomme Les Lumières de la ville le 11e plus grand film américain de tous les temps, tandis que La Ruée vers l'or et Les Temps modernes figurent dans le top 100.

### Hommages

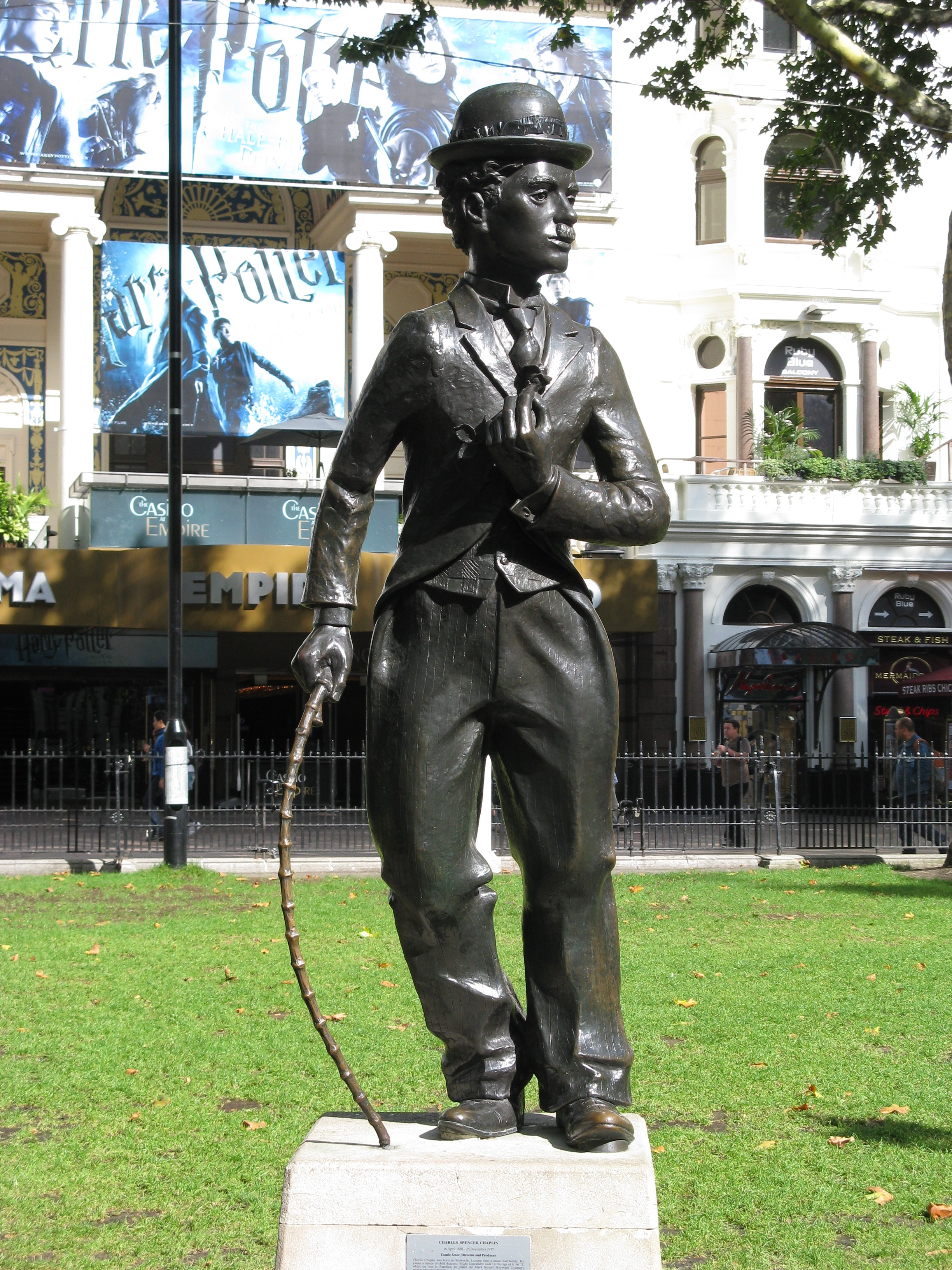
Statue de Chaplin réalisée en 1981 par John Doubleday et vue sur la place Leicester à Londres (maintenant installée sur Leicester Place, face au Prince Charles Cinema, quelques pas plus loin).

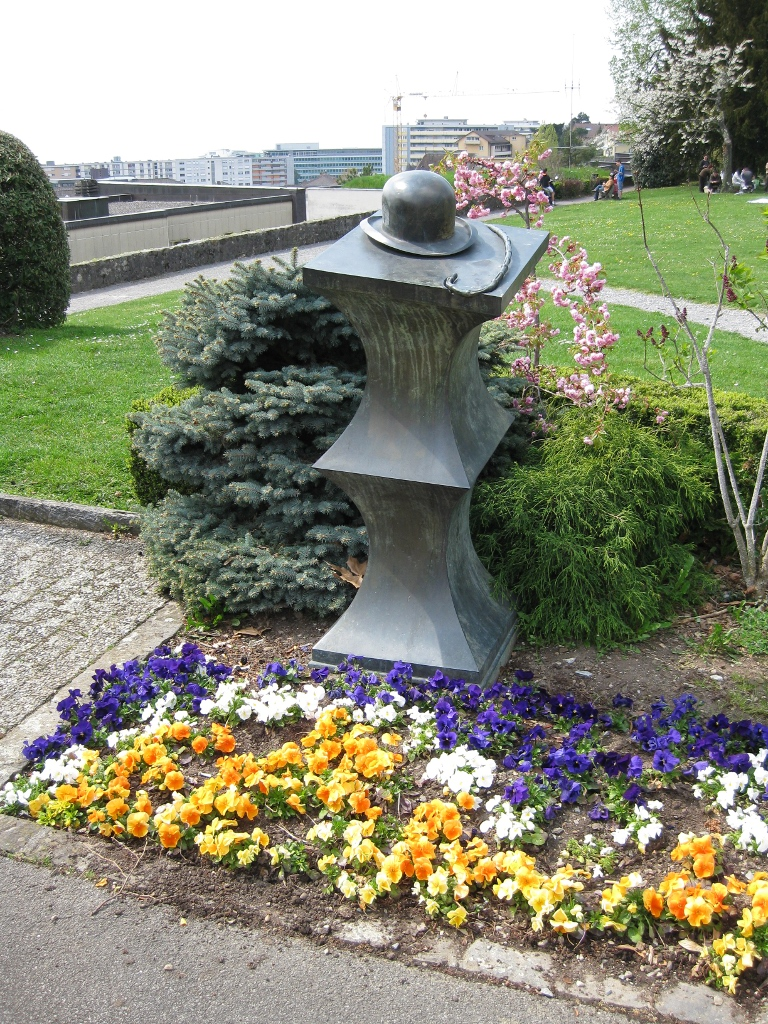
Stèle de bronze réalisée par le sculpteur Frédéric Müller installée dans le Parc Chaplin à Corsier-sur-Vevey non loin du Manoir de Ban où vécut l'artiste avec sa famille.

En avril 2016, le manoir de Ban à Corsier-sur-Vevey en Suisse, où il a passé les vingt-cinq dernières années de son existence, est devenu un musée consacré à sa vie et son œuvre. Le musée, appelé « Chaplin's World », est le fruit d'un partenariat entre la Compagnie des Alpes (CDA), Genii Capital et Chaplin Museum Development (CMD). La commune de Corsier-sur-Vevey a donné son nom à un parc et une stèle y rappelle la mémoire de l'illustre résident.
La ville voisine de Vevey a nommé en son honneur un square sur le quai Perdonnet, au bord du lac Léman, et y a édifié en 1982 une statue de Chaplin, œuvre du sculpteur britannique John Doubleday. Au nord de la ville, à quelques centaines de mètres du Manoir de Ban, deux immeubles de 14 étages ont été décorés de fresques évoquant la carrière de l'artiste.
La ville irlandaise de Waterville, où Chaplin passa plusieurs étés en famille dans les années 1960, accueille chaque année depuis 2011 le Charlie Chaplin Comedy Film Festival destiné à honorer l'héritage du comédien et à découvrir de nouveaux talents.
Parmi les autres hommages, une planète mineure, (3623) Chaplin, a été nommée en son honneur en 1981 par l'astronome soviétique Lioudmila Karatchkina et de très nombreux pays ont émis des timbres portant son effigie.
L'héritage de Chaplin est géré par l'Association Chaplin, fondée par plusieurs de ses enfants, et qui possède les droits d'auteur sur son image, son nom et sur la plupart des films réalisés après 1918. La Cinémathèque de Bologne, en Italie, abrite les principales archives de l'Association, dont des images, des manuscrits et des lettres. Plus de 10 000 photographies sur sa vie et sa carrière sont également entreposées au Musée de l'Élysée à Lausanne, en Suisse. Au Royaume-Uni, le Cinema Museum au sud de Londres est considéré comme « la chose la plus proche d'un musée Chaplin que la Grande-Bretagne possède » par la famille de Charlie Chaplin. La British Film Institute a fondé la Charles Chaplin Research Foundation, qui a organisé la première conférence internationale sur le cinéaste à Londres, en juillet 2005.
Chaplin a fait l'objet d'un film biographique réalisé par Richard Attenborough, Chaplin, en 1992 ; il y est personnifié par Robert Downey Jr., qui est nommé à l'Oscar du meilleur acteur et remporta le BAFTA du meilleur acteur. Il est également joué par Eddie Izzard dans le film Un parfum de meurtre (2001). Une série télévisée sur l'enfance de Chaplin, Young Charlie Chaplin, est diffusée par PBS en 1989 et est nommée pour l'Emmy Award de meilleur programme pour enfants.
Le film La Rançon de la gloire de Xavier Beauvois, sorti en 2014 avec Benoît Poelvoorde et Roschdy Zem, s'inspire très librement du vol de la dépouille de Charlie Chaplin en 1978. Bernard Swysen raconte sa vie en bande dessinée intitulée Charlie Chaplin, les étoiles de l'histoire, dessinée par Bruno Bazile et parue en octobre 2019. En 2021, François Aymé et Yves Jeuland réalisent le documentaire Charlie Chaplin, le génie de la liberté.
En 2023, il apparait brièvement, sous les traits de Joe Sheridan, dans le film français L'Abbé Pierre : Une vie de combats de Frédéric Tellier.